# Biserica Evanghelică din Bistrița

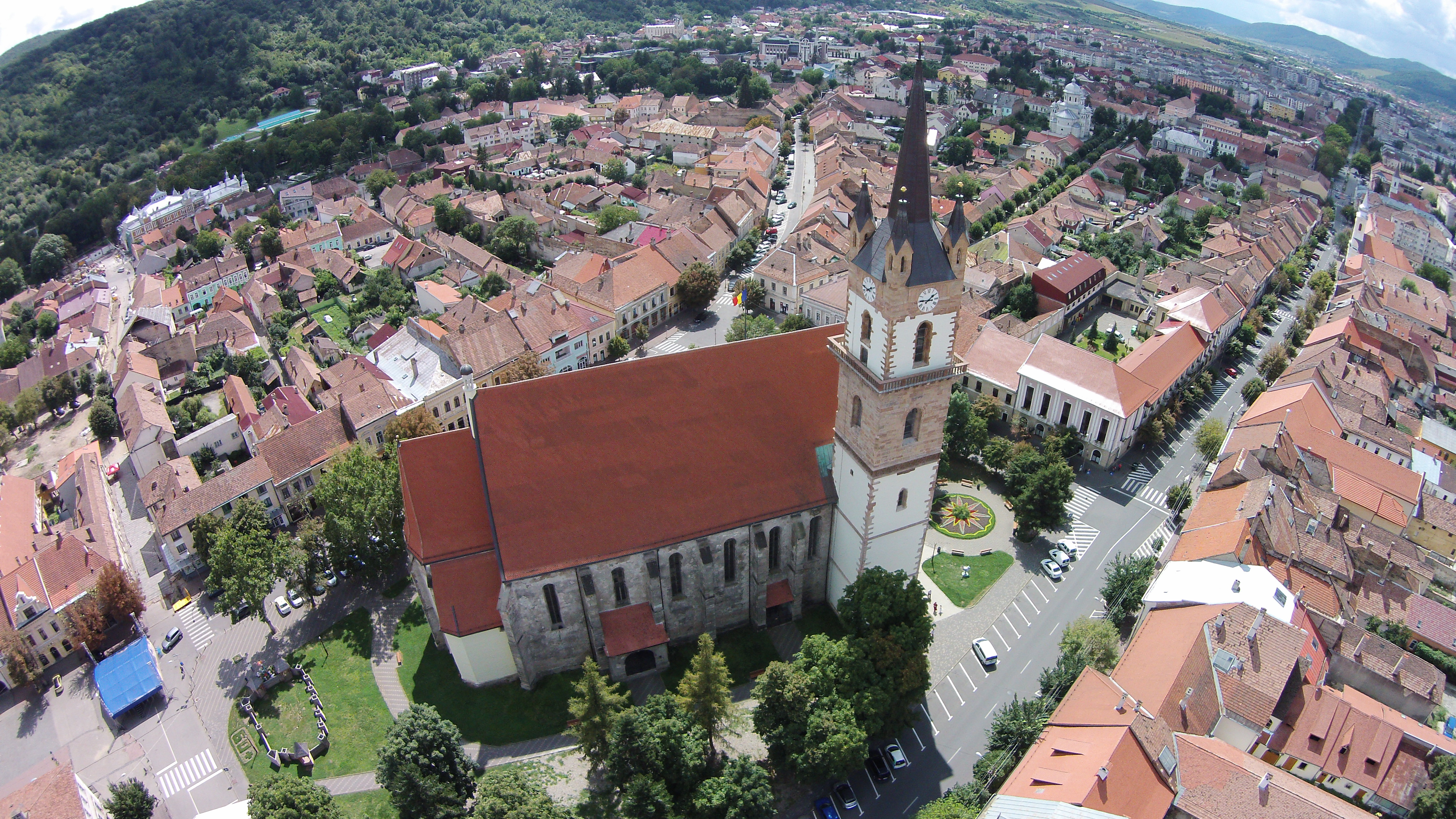
Biserica și împrejurimile

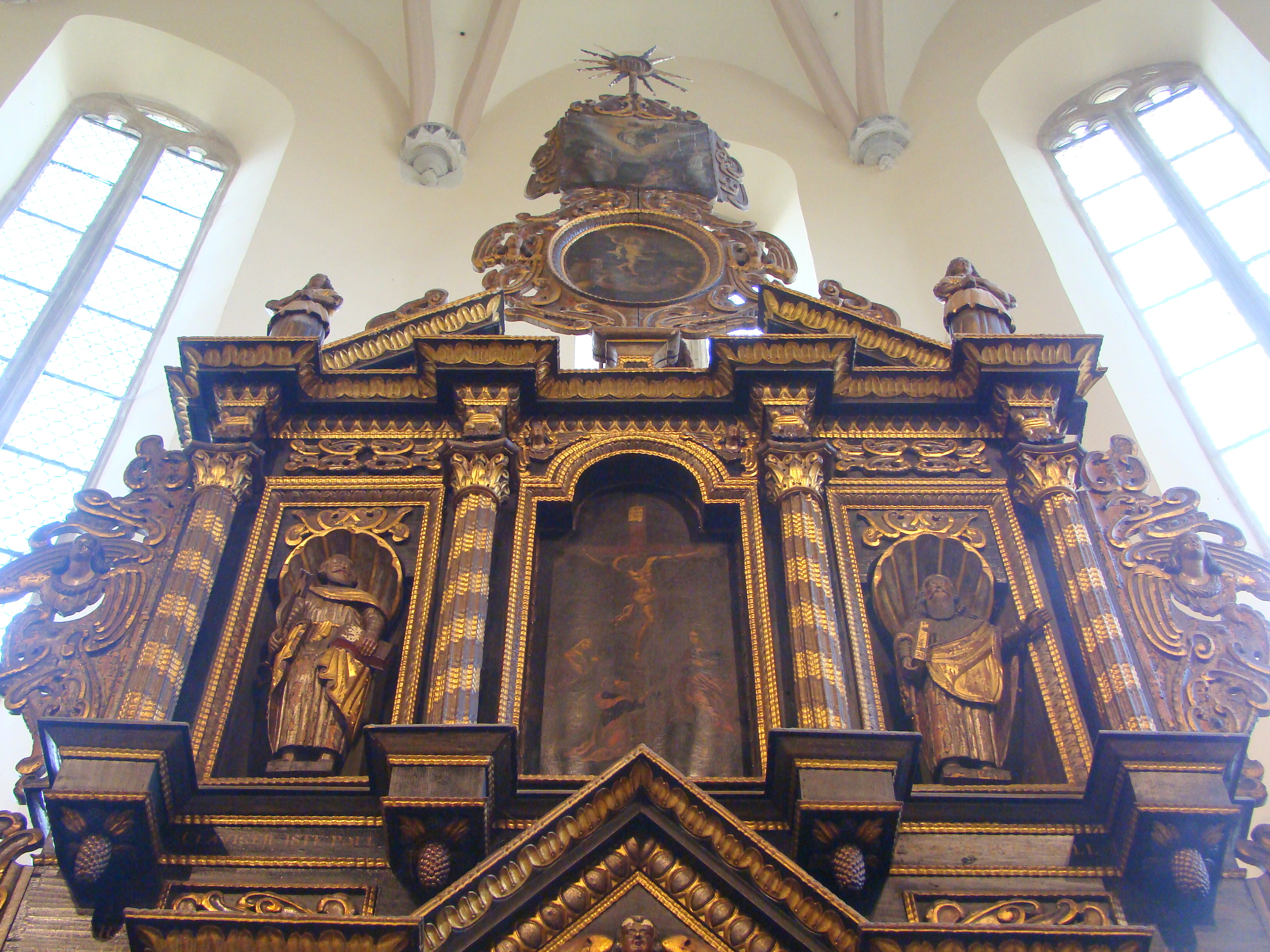
Altarul realizat în stil manierist în 1701.

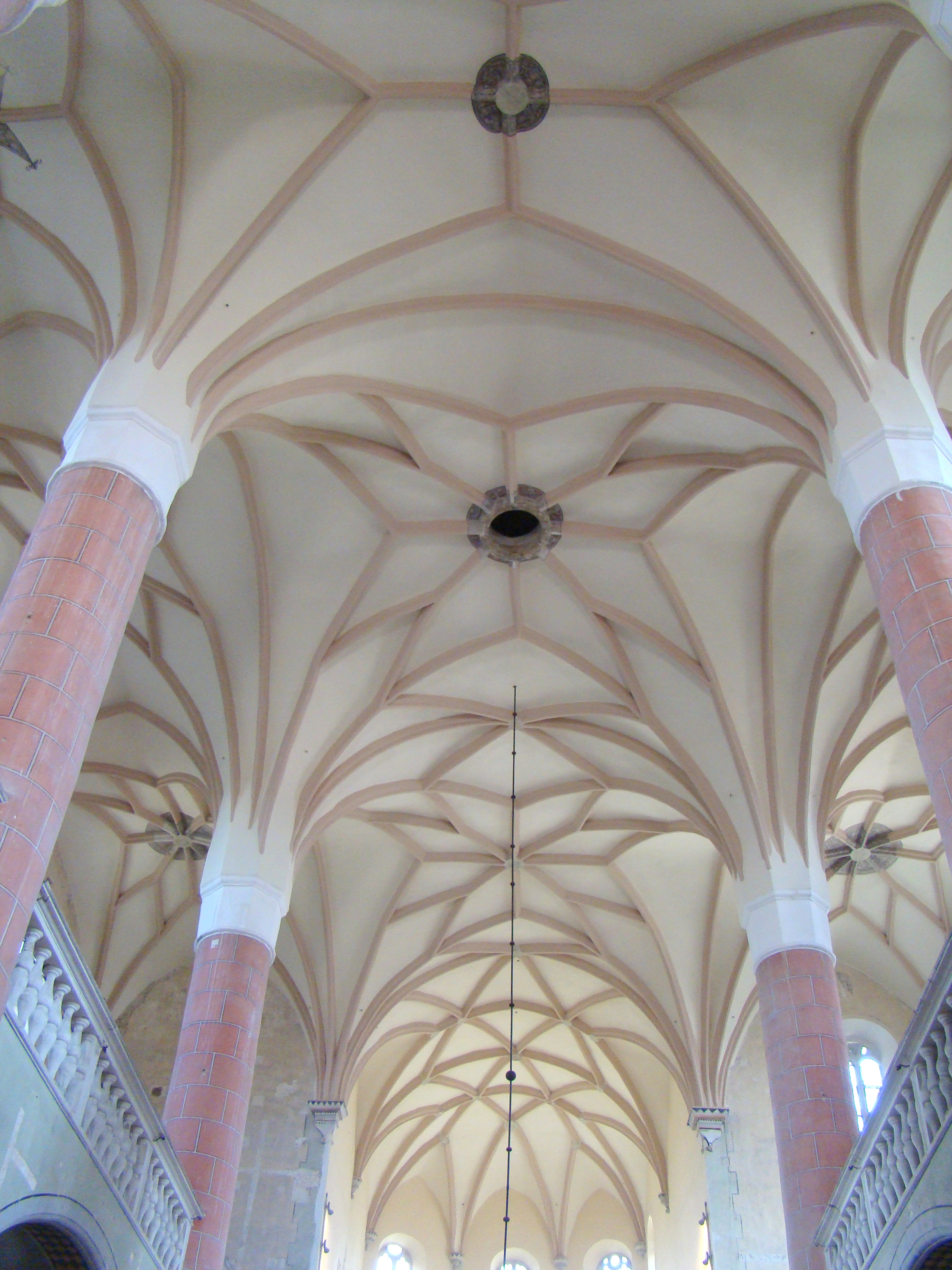
Bolțile stelate ce acoperă nava

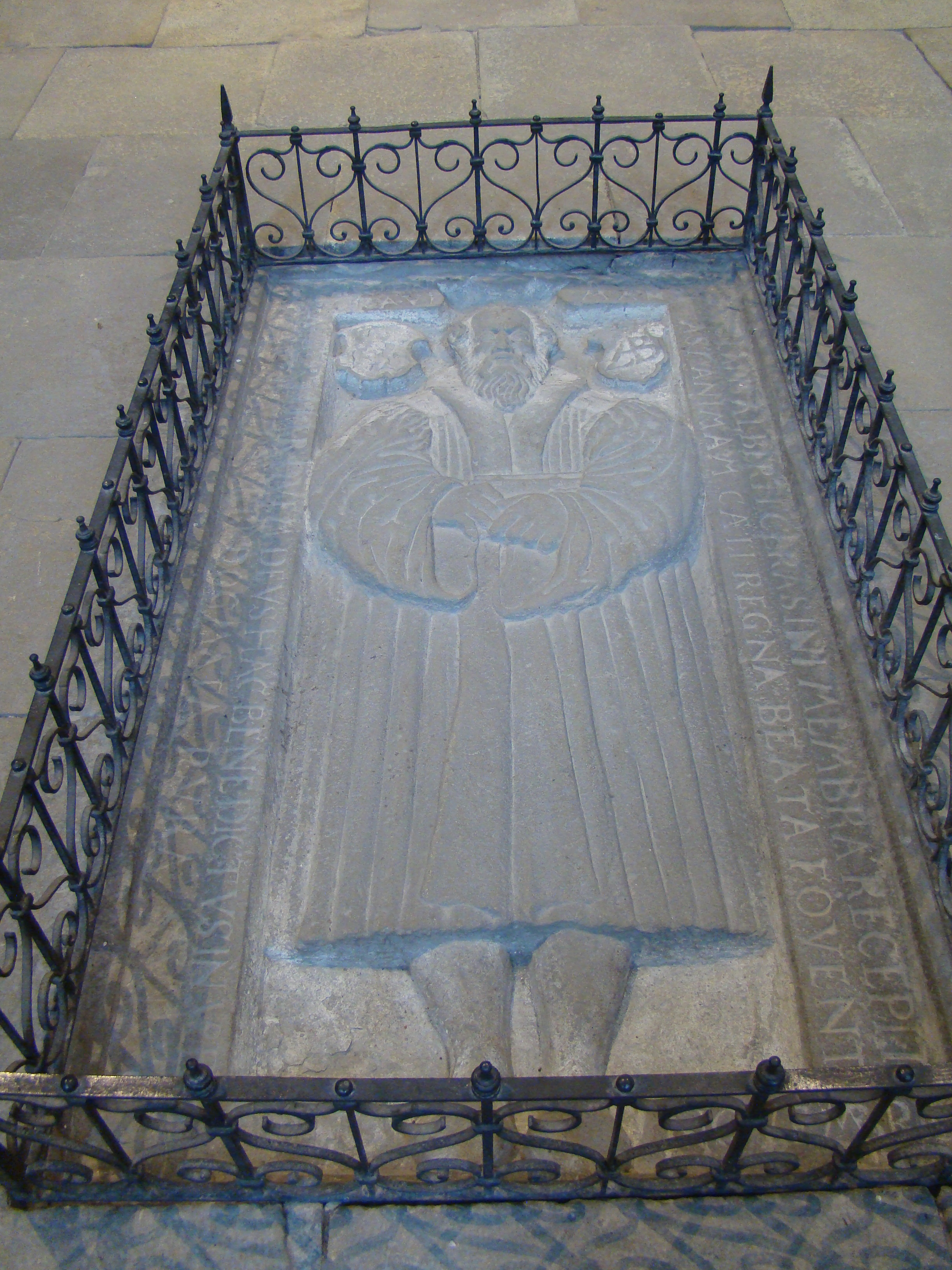
Lespedea funerară a reformatorului Bistriței, Albertus Cerasius-Kirschner, decedat în 1564

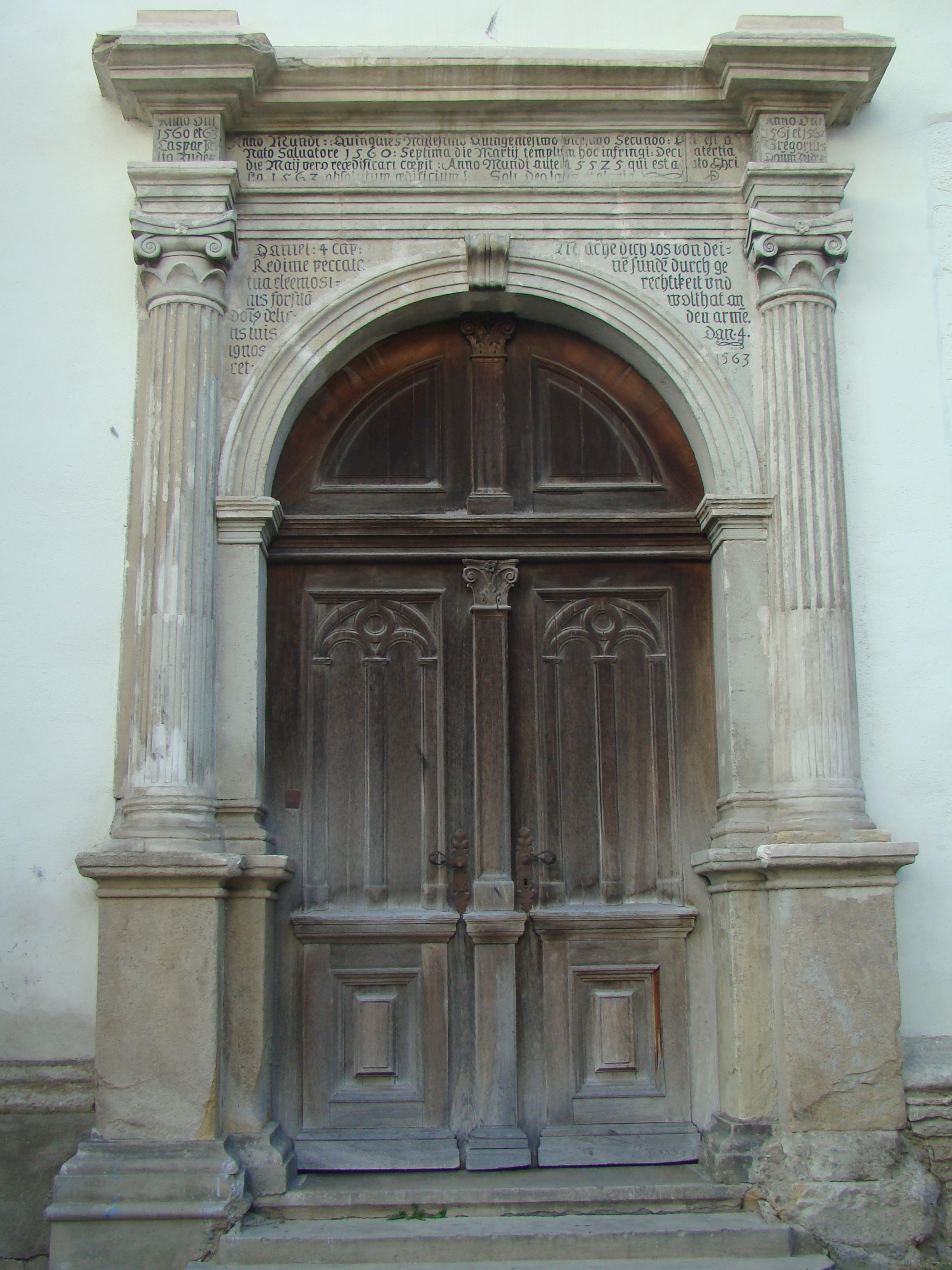
Portalul renascentist al fațadei principale cu inscripția referitoare la împrejurările construcției: Anno Mundi quinquies Millesimo Quingentesimo vicesimo secundo Qui est a/ nato Salvatore 1560 Septima die Marty templum hoc infringi Decima tertia/ die maji vero reaedificari coepit. Anno mundi autem 5525, qui est a nato Chri/sto 1563 absolutum aedificium. Soli Deo laus et gloria. (În anul al 5522-lea de la crearea lumii, care fusese anul al 1560-lea de la nașterea Mântuitorului, pe 7 martie a început demolarea acestei biserici, iar reconstrucția ei a debutat pe 13 mai. În anul al 5525-lea de la crearea lumii, adică la 1563 de ani după nașterea Mântuitorului edificiul a fost finalizat. Laudă și glorie lui Dumnezeu!)

Biserica Evanghelică, aflată în centrul orașului Bistrița, este un monument de arhitectură reprezentativ pentru tranziția de la stilul gotic la cel al Renașterii în Transilvania. Turnul bisericii, cu o înălțime de 75 m, este cel mai înalt turn medieval din România, fiind cu puțin mai înalt decât turnul Catedralei Evanghelice din Sibiu.
Biserica Evanghelică din Bistrița este monument istoric, cod LMI BN-II-m-A-01450.

## Istoria bisericii
Sub zidurile actualei biserici se află fundațiile lăcașului de cult ridicat de primii coloniști sași. Cel dintâi paroh atestat documentar a fost Johannis plebanus de Bystricia care figurează în registrele de evidență ale dijmelor papale pe anii 1332–1333. Prosperitatea economică datorată unei activități meșteșugărești și comerciale tot mai active, precum și înlesnirile majore acordate bistrițenilor de către regina Elisabeta, mama împăratului Sigismund de Luxemburg, au încurajat cetățenii să înalțe o nouă biserică. Zidirea noii biserici, în a doua jumătate a secolului al XIV-lea, a dus la ridicarea unei bazilici romanice cu trei nave, având un cor poligonal și două turnuri ce flancau intrarea principală a peretelui nordic al corului, ce va fi lărgită după mijlocul secolului al XVI-lea. Într-o a doua etapă, biserica a fost reconstruită în stilul unei bazilici gotice: navele sunt despărțite prin stâlpi octogonali, care au luat, odată cu refacerea bolților din veacul al XVI-lea, în partea superioară o formă cilindrică. În biserică și în cimitirul perimetral au fost ridicate mai multe altare și capele amintite în documentele vremii. Un exemplu în acest sens este un altar închinat apostolilor Petru și Pavel ce a fost ridicat în biserică la 1499.
O a treia etapă de construcție începe în 1475 și este finalizată în 1520. Biserica devine o biserică hală în stil gotic. Așa cum figurează în planurile mai vechi ale orașului, avea o incintă de zid pe al cărui traseu va începe în anul 1487 edificarea unui turn de apărare și supraveghere a orașului. Includerea turnului în corpul bisericii va duce la demolarea turnului nordic și ridicarea unui turnuleț cu scară în spirală prin care se asigură un acces independent spre turnul nou construit. Între acesta și turnul orașului s-au păstrat două ferestre din vechea fațadă din secolul X.
În 1478, după demolarea unuia dintre cele două turnuri ale bazilicii romanice, s-a început construirea, alături de turnul păstrat, a unui nou turn care era inițial plasat în afara zidurilor bisericii și care va fi legat, prin lucrări de zidărie și tâmplărie, abia în 1487. De la început, turnul a aparținut orașului, rolul lui fiind preponderent acela de pază și supraveghere în vremuri de primejdie, dar mai ales ca loc de observare a izbucnirii unor incendii. Turnul a fost construit în mai multe etape: în 1487 s-a ajuns până la mijlocul etajului al doilea, după cum arată cifra 1487 săpată pe peretele exterior nordic, anul 1509 este săpat apoi la marginea superioară a peretelui nordic la etajul trei, la nivelul patru este înscris anul 1513, iar la etajul ultim al cincilea este menționat anul 1519, deși lucrările vor fi finalizate, așa cum reiese din registrul de socoteli al Primăriei, abia în 1544. Concomitent a fost montat în turn un ceas care la 1521 era în reparație și căruia, la 1570 i se vopsea cadranul și i se aureau limbile pentru o mai bună vizibilitate. În timpul marelui incendiu din 1857, turnul a ars fiind apoi refăcut în partea superioară. Cu acest prilej, în 1861, a fost montat și ceasul aflat în uz astăzi.
În paralel cu lucrările de edificare a actualului turn au loc și lucrări de renovare a restului bisericii ale cărei nave sunt consolidate și completate cu portalurile bipartite de pe laturile de nord și sud specifice goticului târziu, iar corul amplificat. 
În anul 1533, episcopul Transilvaniei răspunde pozitiv dorinței enoriașilor din Bistrița de refacere a bisericii. În această etapă constructivă vechiul plan bazilical face loc unei desfășurări planimetrice de tip hală. Pentru finalizarea acestor lucrări se încheia, la 17 ianuarie 1560, un contract între consiliul orășenesc și arhitectul Petrus Italus, originar din Lugano pentru refacerea și consolidarea bisericii parohiale, în valoare de 3000 de florini.
Încheiate în anul 1563, după cum consemnează și inscripția de pe aticul portalului vestic, lucrările meșterului elvețian au încorporat în structura și aspectul bisericii parohiale din Bistrița elemente noi ale limbajului plastic renascentist. Cu această ocazie, fațada vestică se schimbă fundamental prin construirea unui pilon de zidărie de dimensiuni impresionante care își are corespondența în spațiul polonez - de unde și denumirea de atic polonez.
În anii următori biserica nu mai cunoaște refaceri majore, dar în urma incendiului din 1857, când este distrus acoperișul și ceasul turnului, va fi refăcut ultimul etaj al acestuia în stilul neogotic.
Ultima renovare a monumentului s-a realizat în 1926 după planurile arhitectului Hermann Phleps din Danzig. Atunci a fost zugrăvit în culoarea actuală interiorul și a fost introdusă lumina electrică. Datorită unor fonduri proprii, a unor donații substanțiale ale foștilor locuitori ai Bistriței, fațada de vest a putut fi consolidată și parțial renovată. În prezent, turnul bisericii a fost renovat și este deschis publicului. Accesul în turn se face cu ajutorul unui lift modern, după un anumit program.

## Trăsături
Biserica sală este situată în Piața Centrală și se compune din corul orientat spre est, sacristia alipită laturii nordice a corului, nava cu două colaterale prevăzute cu câte două portaluri pe latura nordică, respectiv sudică.
Nava bisericii este formată din șapte travee, de dimensiuni inegale. Acestea sunt acoperite de bolți stelate în nava centrală și deasupra tribunelor, respectiv bolți în cruce pe ogive în colaterale, sub tribune.
Tribunele dispuse simetric pe cele trei laturi ale navei, caracterizate de parapetul decorat cu pilaștri și baluștri renascentiști, datează din perioada intervențiilor întreprinse de atelierul lui Petrus Italus da Lugano. 
Stranele Bisericii Evanghelice din Bistrița sunt o capodoperă a mobilierului renascentist din Transilvania. Ele au fost realizate de meșterul Johannes Begler în secolul al XVI-lea. Stranele de la Bistrița sunt prevăzute cu un amplu coronament în formă de baldachin și sunt decorate cu intarsii geometrice.
Prima orgă a bisericii a fost înlocuită în 1568 cu opera meșterului Jacobus Laetus din Lemberg. Aceasta a fost schimbată apoi la rândul ei de orga rococo actuală, confecționată în 1795, în atelierul meșterului brașovean Johannes Prause. 

### Incendiul din 2008
Pe data de 11 iunie 2008, orele 19, ora locală, a izbucnit un incendiu la baza turnului bisericii. Ceasul din turn era oprit la ora 18:05, dar mecanismul ceasului fusese scos datorită renovării turnului. Din cauza schelelor din lemn de brad în care era îmbrăcat turnul, focul s-a extins rapid până sus. Schelele din lemn de brad au fost proiectate de prof.dr.ing. Szabo Balint de la Universitatea Tehnică Cluj-Napoca, Facultatea de Arhitectură și Urbanism. (Proiectul includea lemn ignifugat, însă la licitație primăria a renunțat la această soluție din cauza costurilor „prea mari” și relativei inutilități. Lemnul ignifugat ar fi putut rezista la incendiu 15, maxim 20 minute.) În mai puțin de o jumătate de oră acoperișul turnului, precum și acoperișurile a trei dintre turnurile mici care reprezentau dreptul de judecată al orașului medieval (cunoscut în limba latină drept ius gladii) s-au prăbușit. Pagubele au fost estimate de evaluatori la peste un milion de euro.
Conform declarațiilor comisarului șef Sidor Bodescu, șeful Inspectoratul Județean de Poliție Bistrița-Năsăud, vinovați de producerea incendiului sunt trei copii, cu vârste cuprinse între 12 și 15 ani, care se ocupau cu colectarea fierului vechi. Ei sunt acuzați de distrugere din culpă. Deoarece sunt minori, răspunderea va fi a părinților.
Parohia Evanghelică, proprietarul bisericii, a angajat o firmă specializată în restaurarea de monumente care a decis îngrădirea bisericii cu un gard din sârmă. Pentru repararea clădirii, care se dorește a fi făcută în regim de urgență, parohia și mai multe ONG-uri au deschis conturi pentru a colecta banii necesari.

## Vezi și
- Bistrița
- Biserica Evanghelică-Luterană
- Biserica Evanghelică de Confesiune Augustană din România
- Biserici fortificate din Transilvania
- Lista episcopilor evanghelici de confesiune augustană ai Transilvaniei

## Imagini din exterior

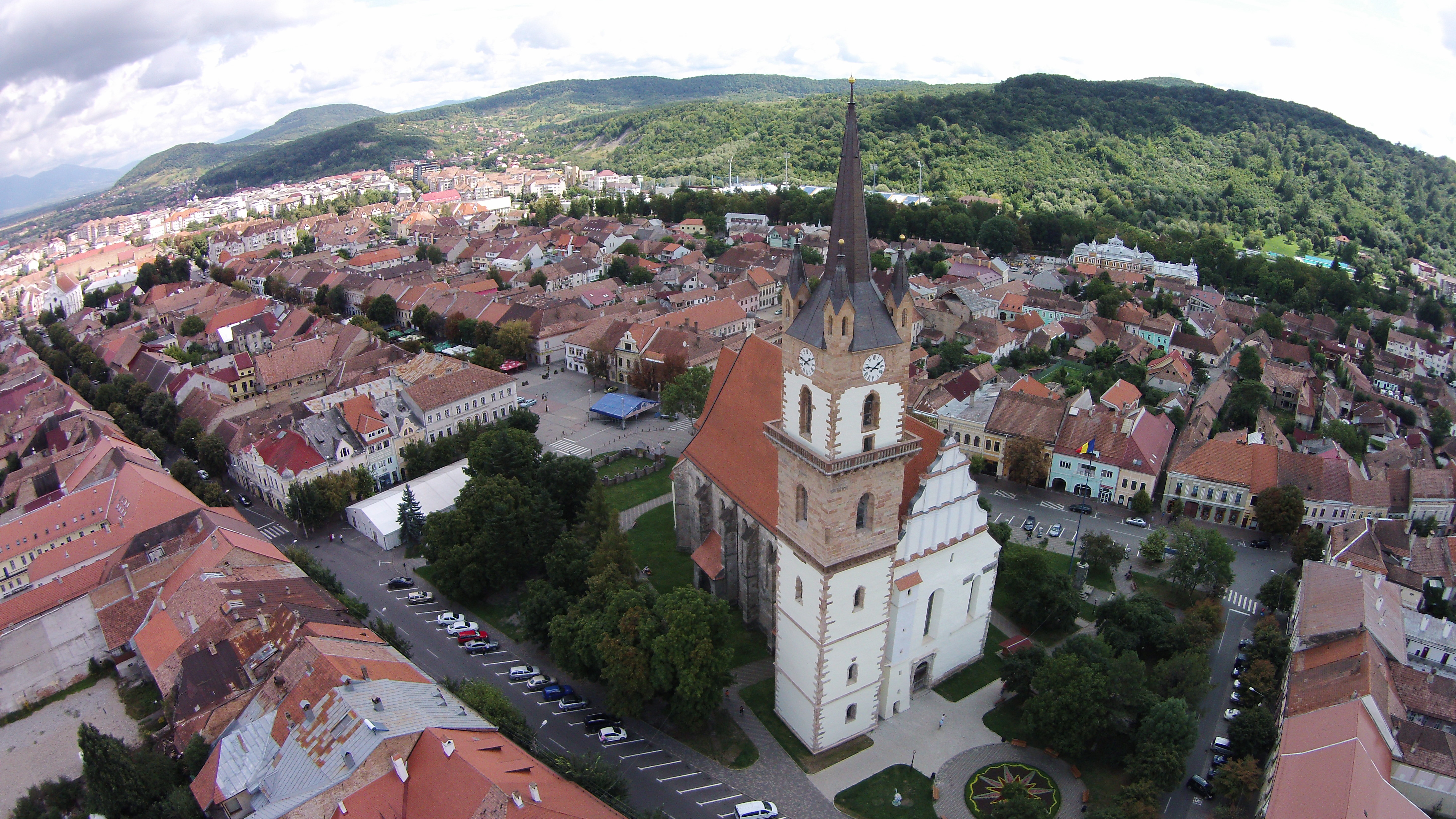
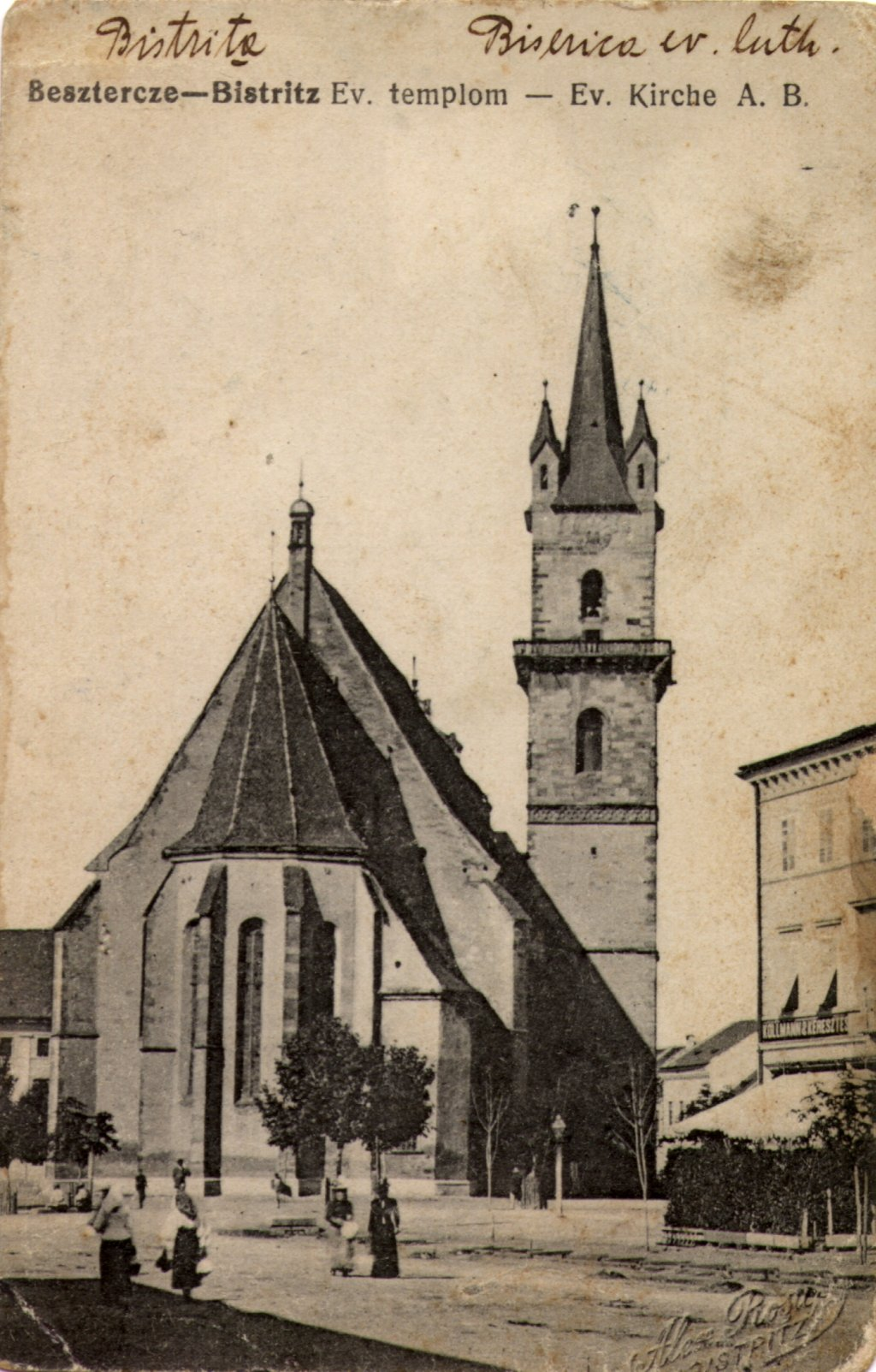
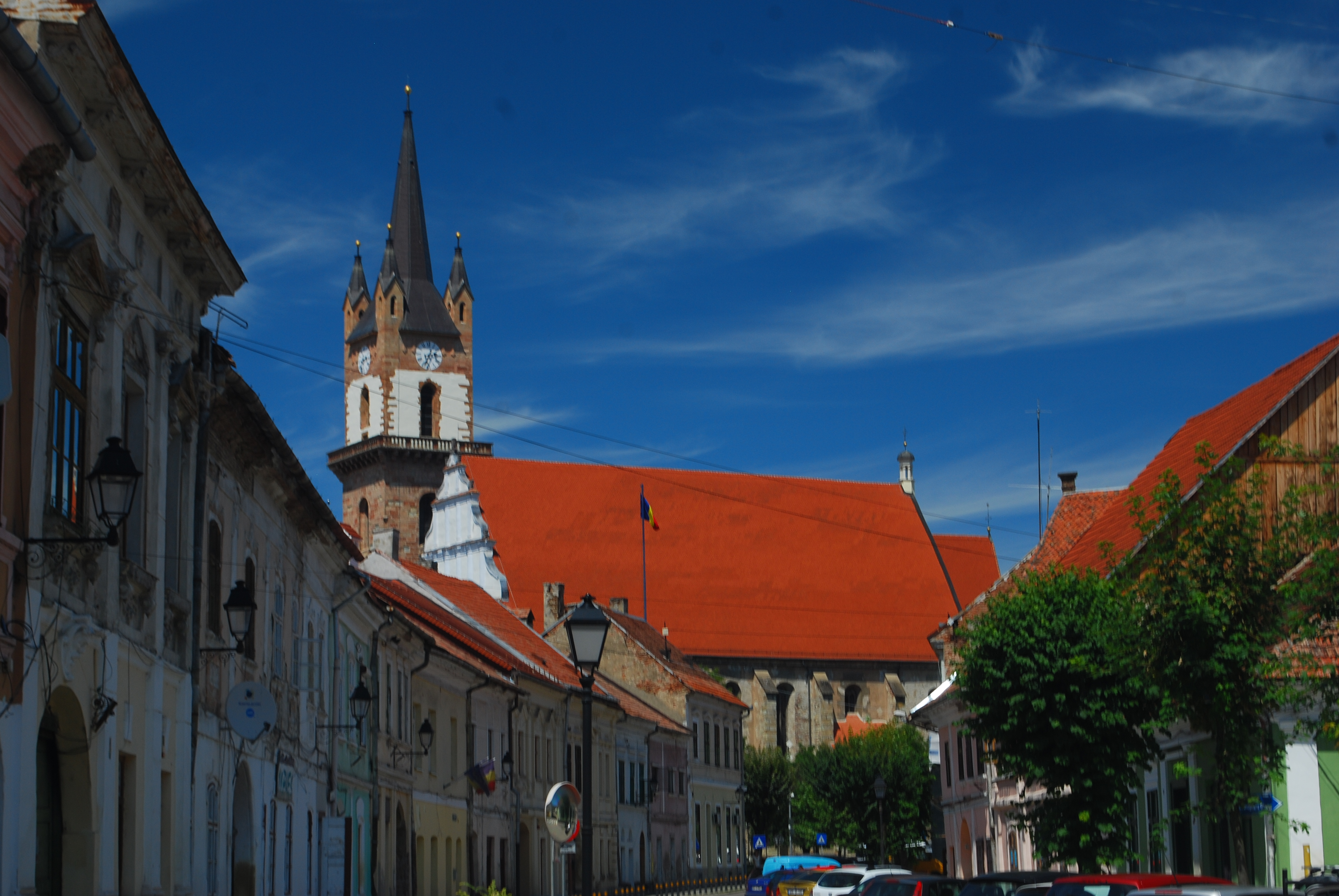
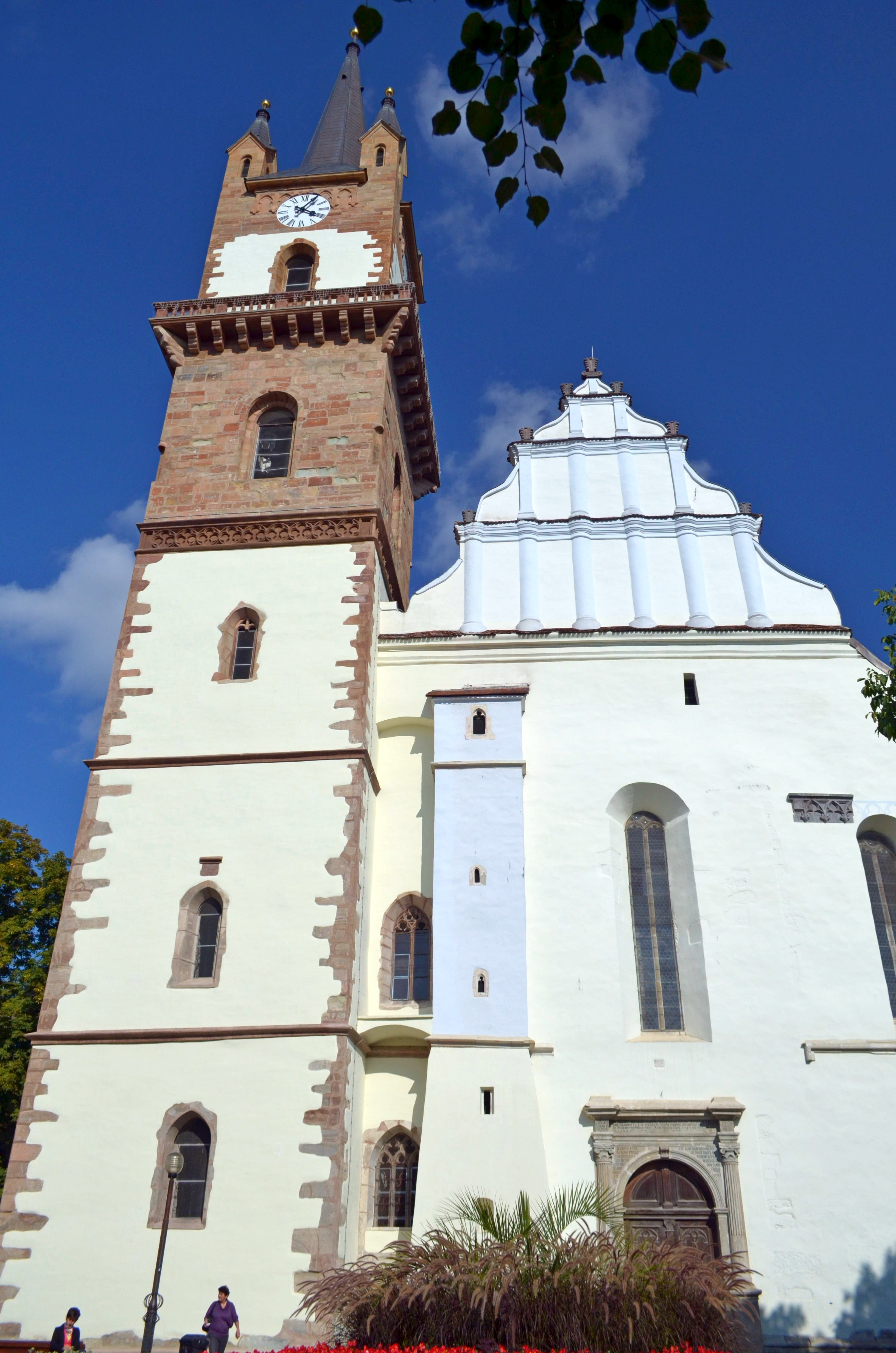
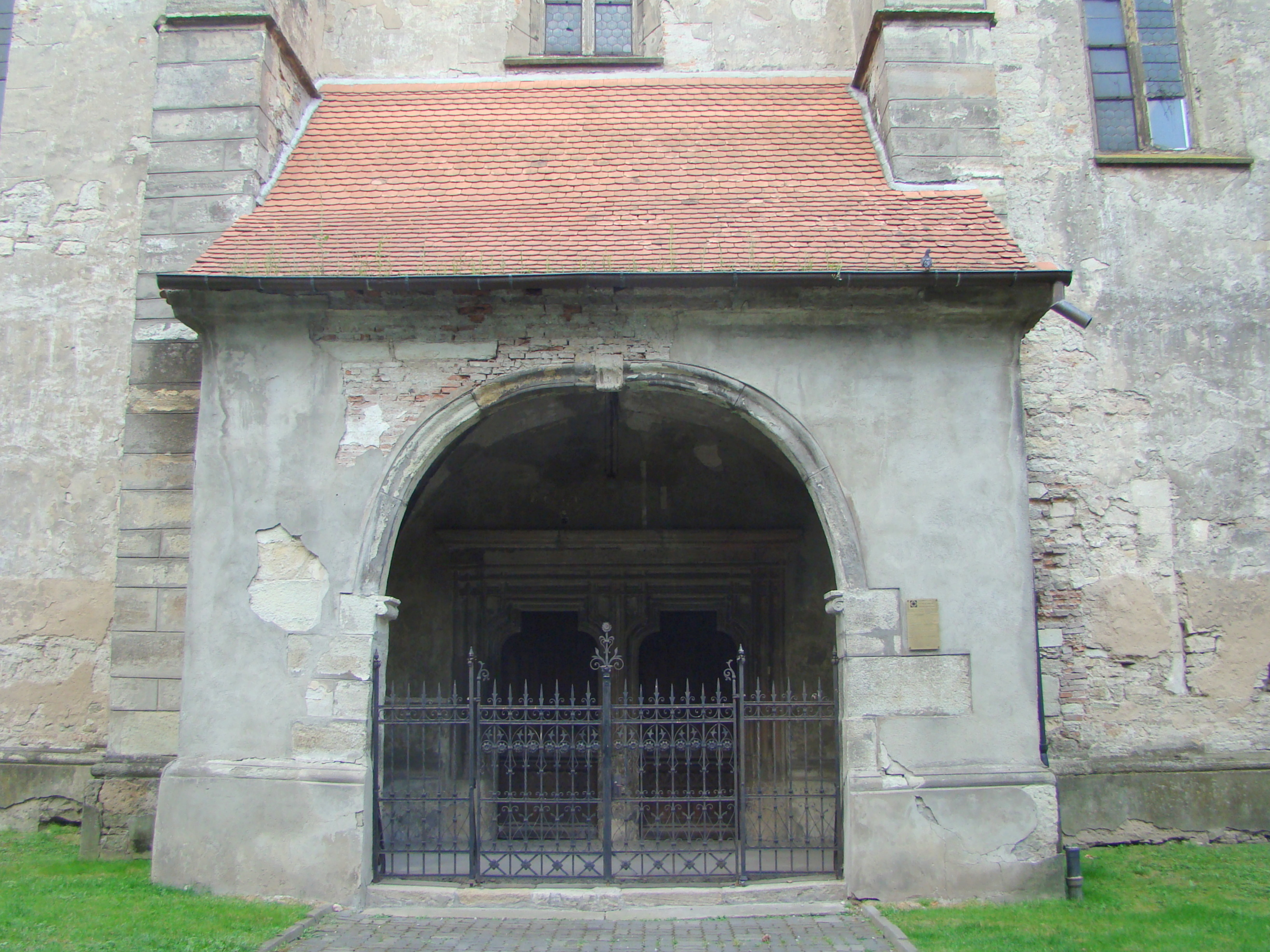
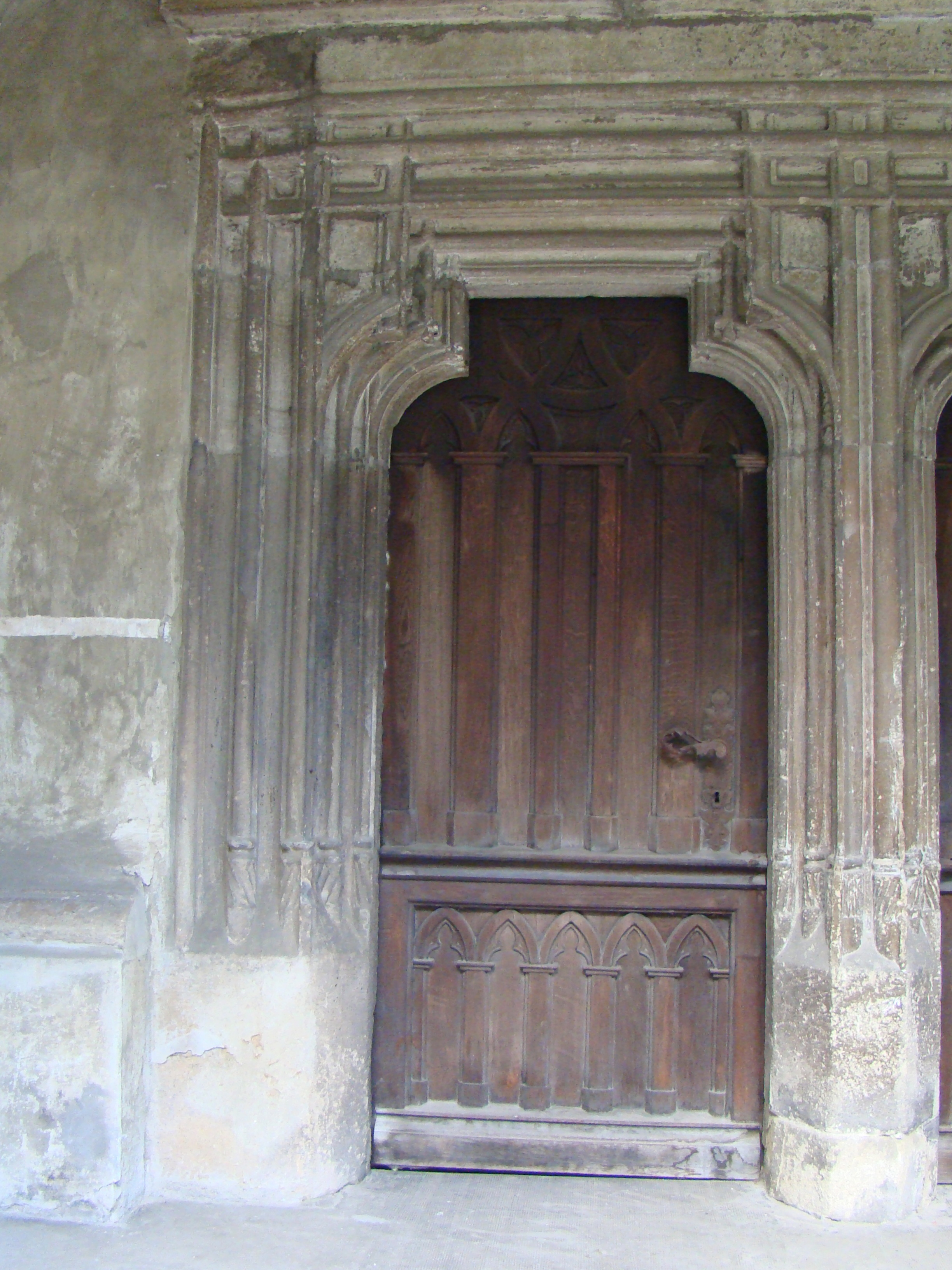
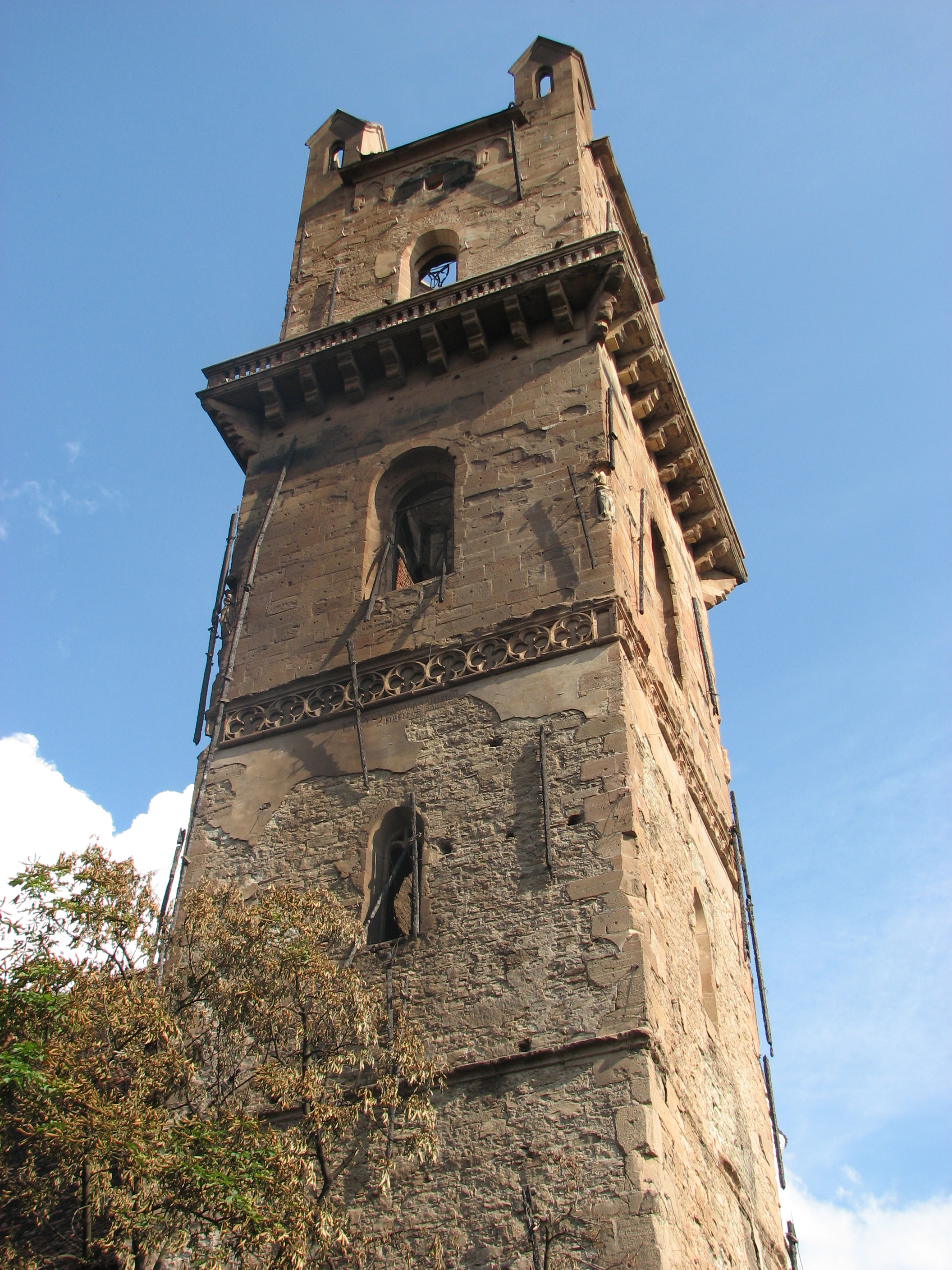
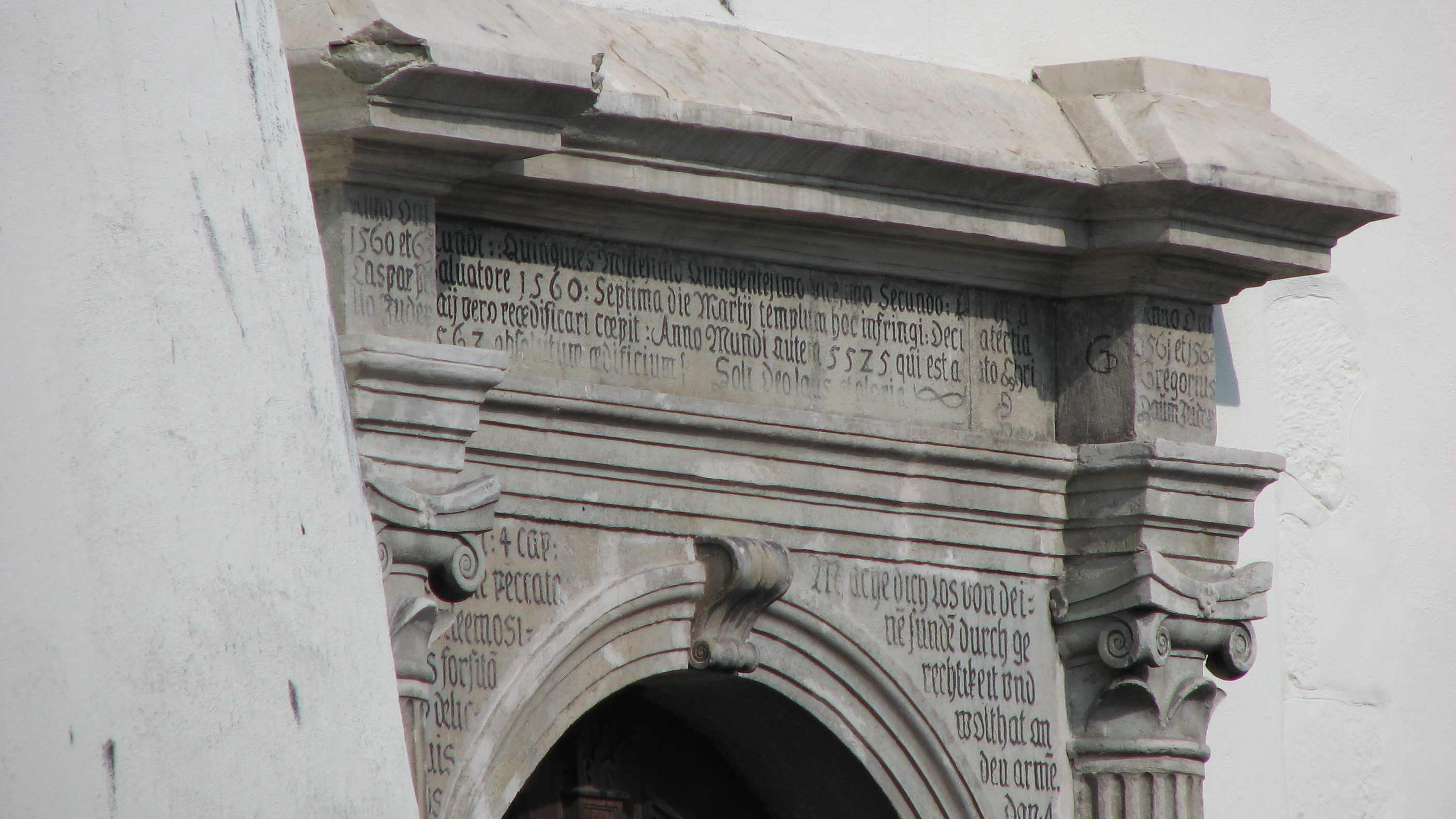
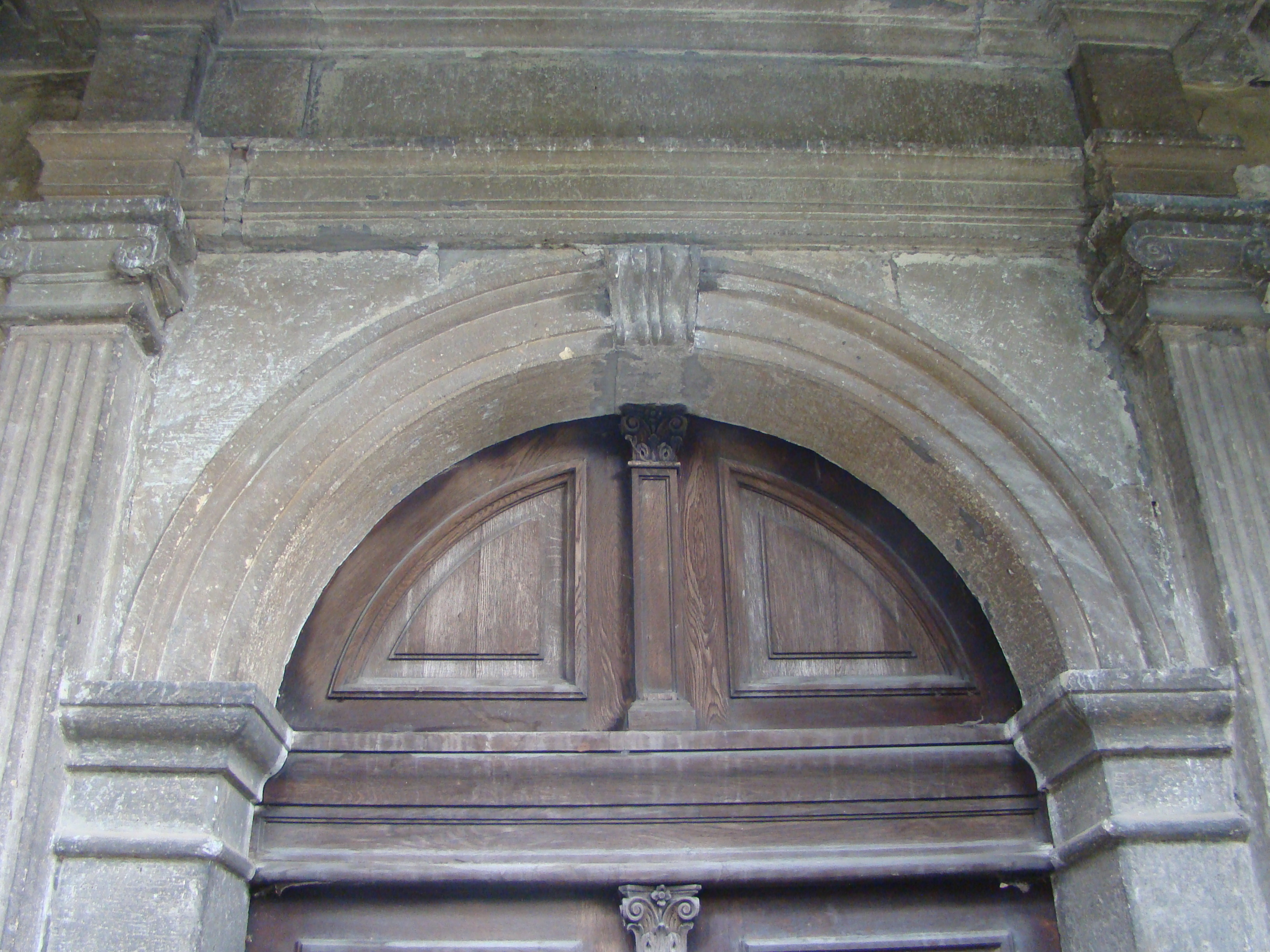
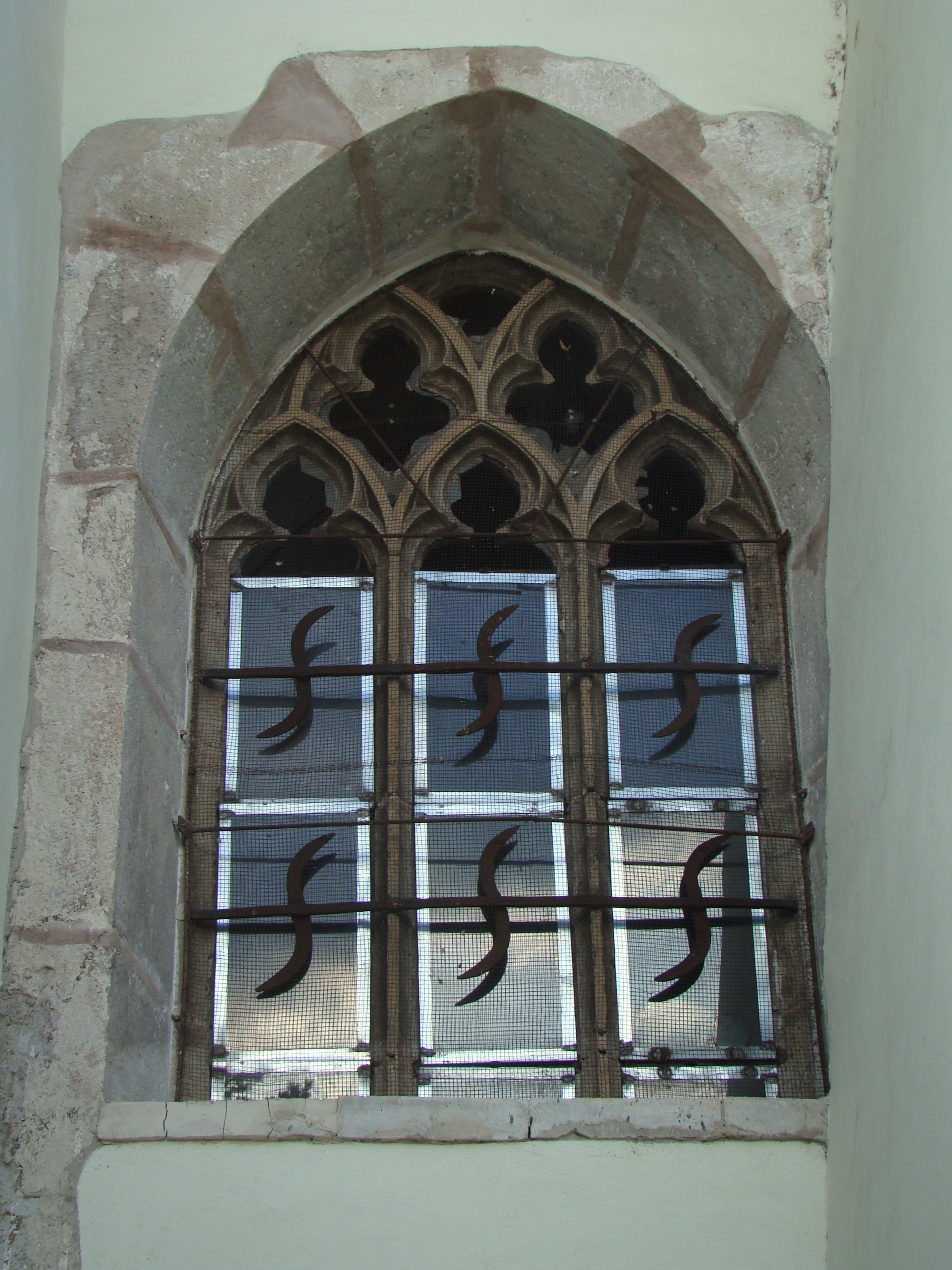
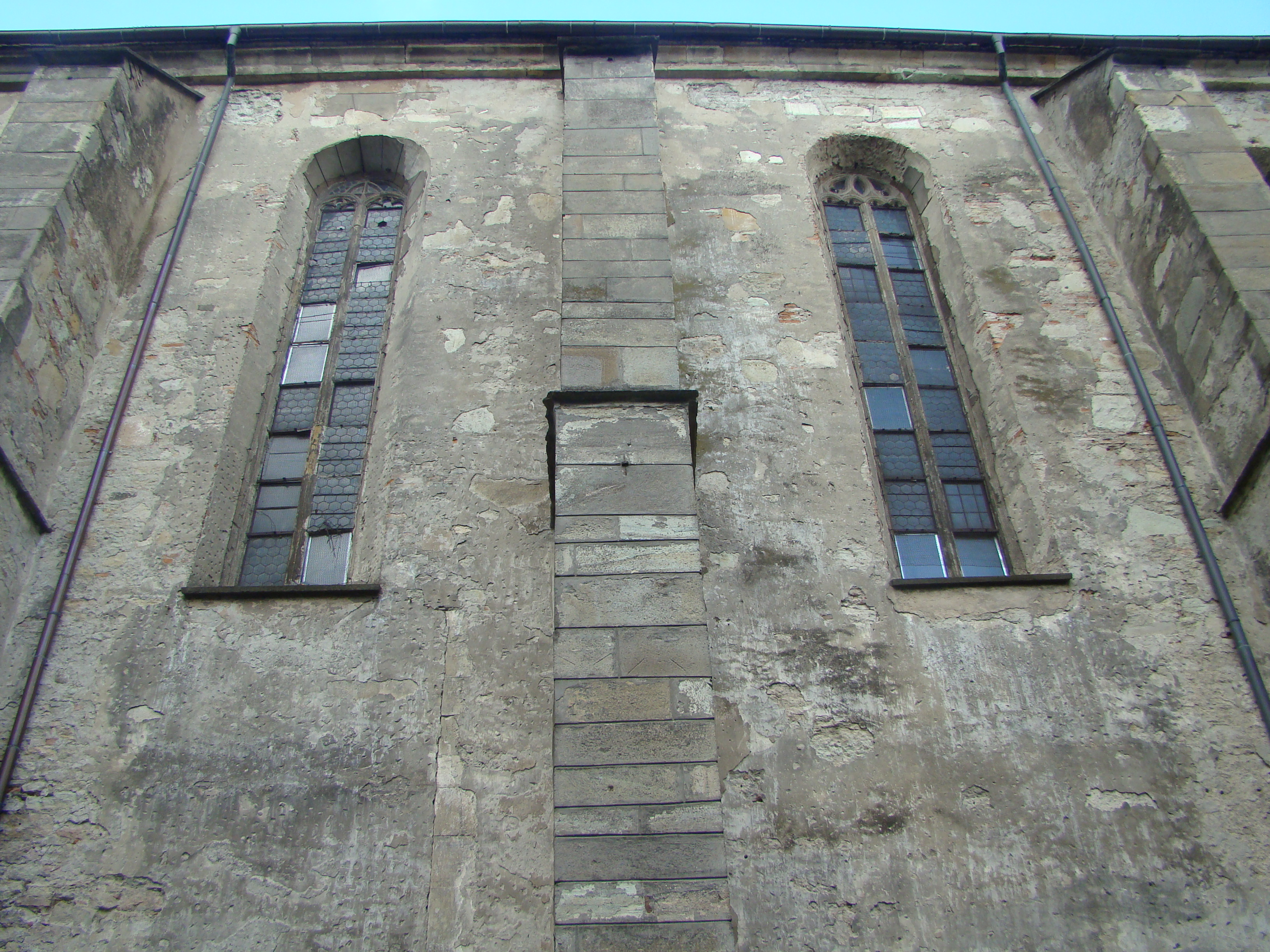
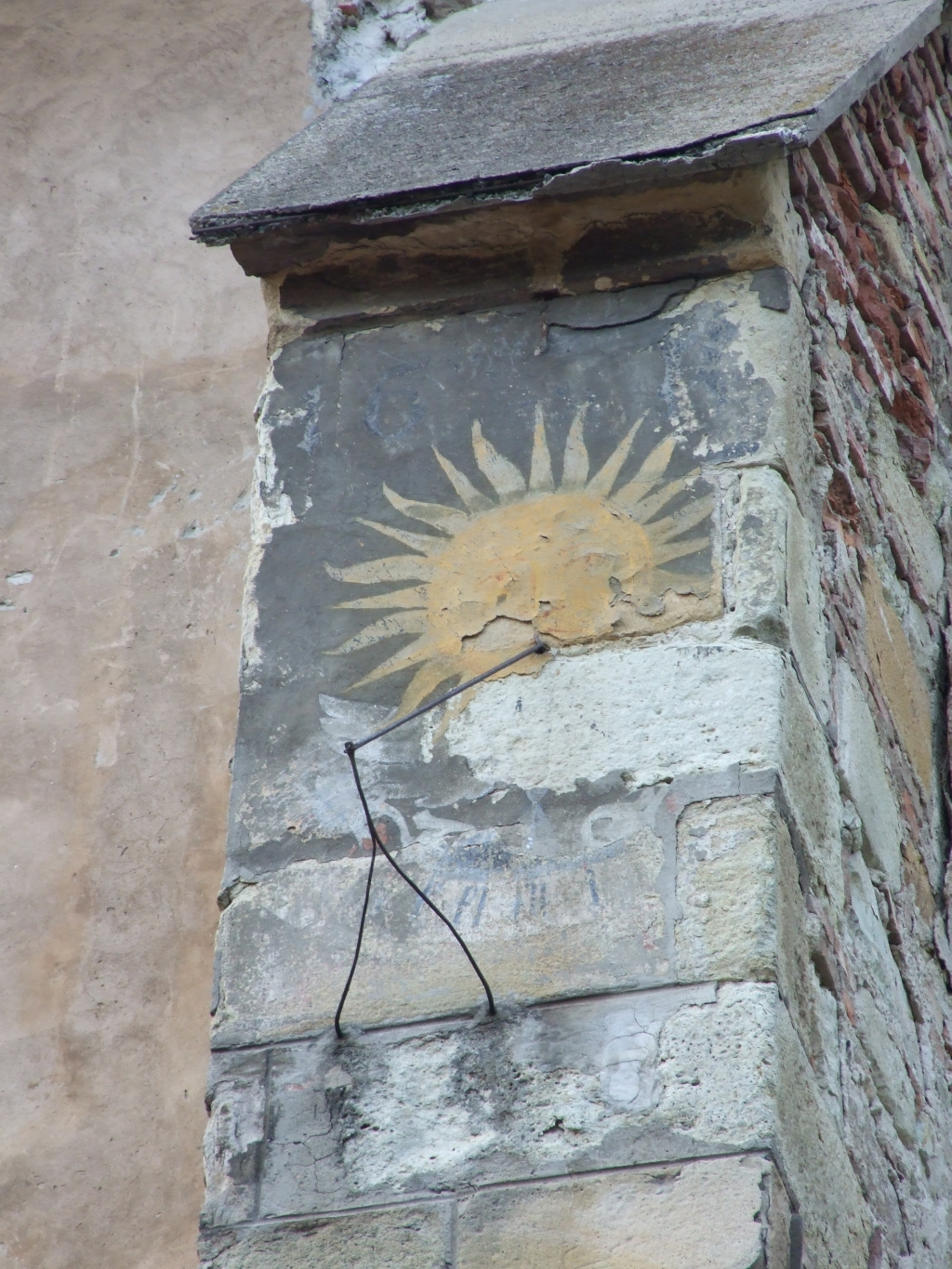
Ceasul solar - latura sudică
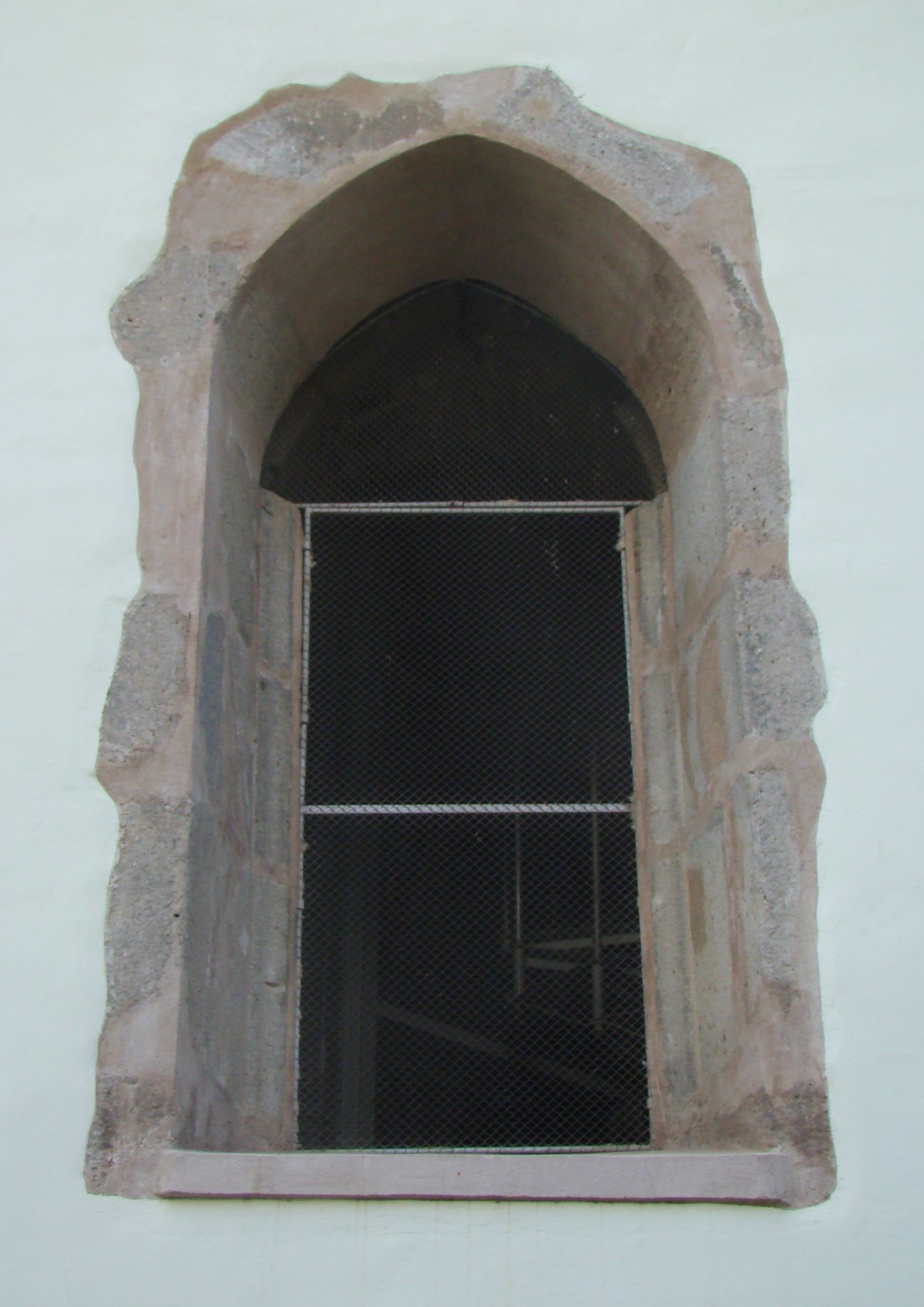
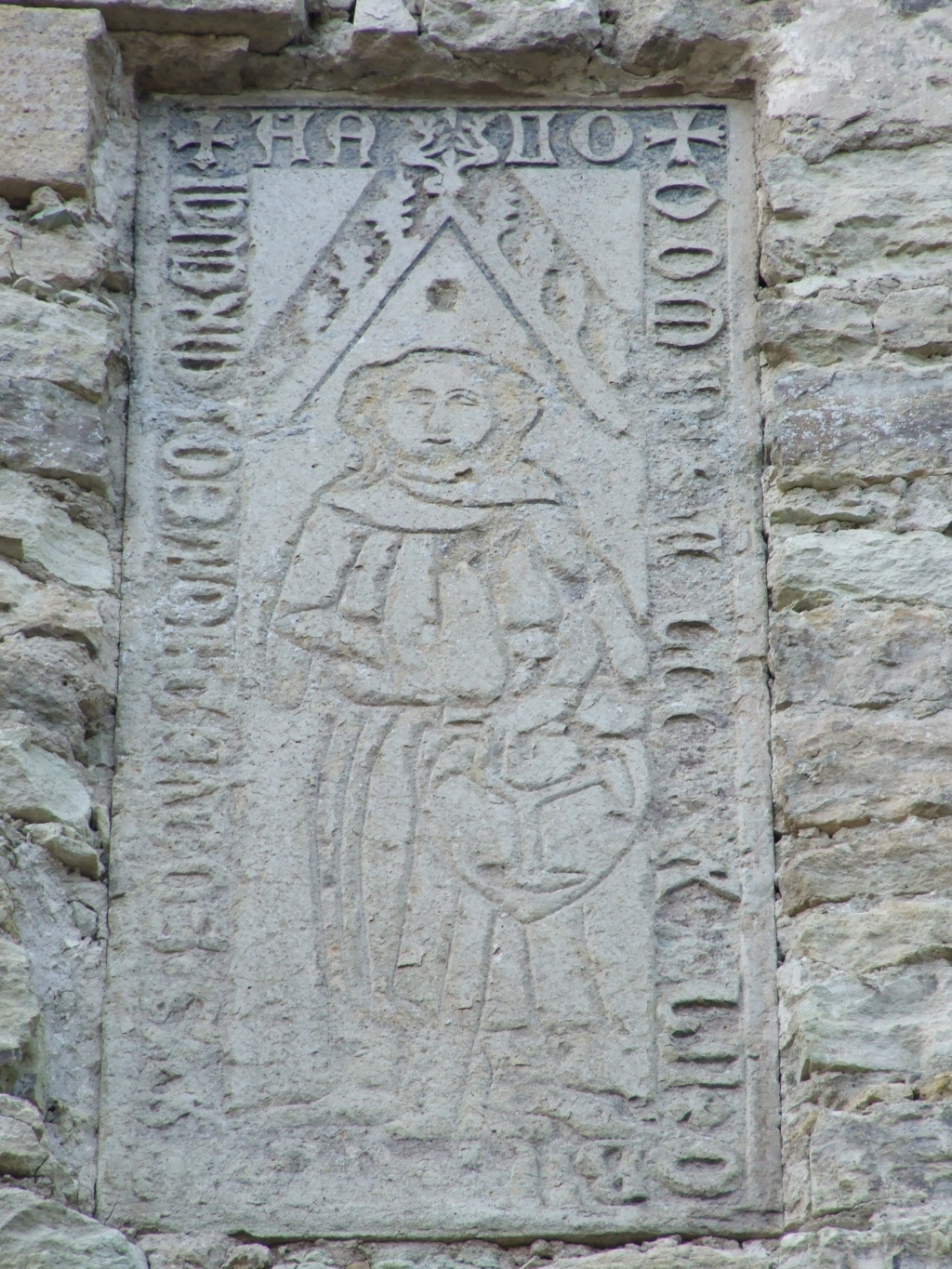
Cavalerul Gotic - lespede funerară din anul 1327
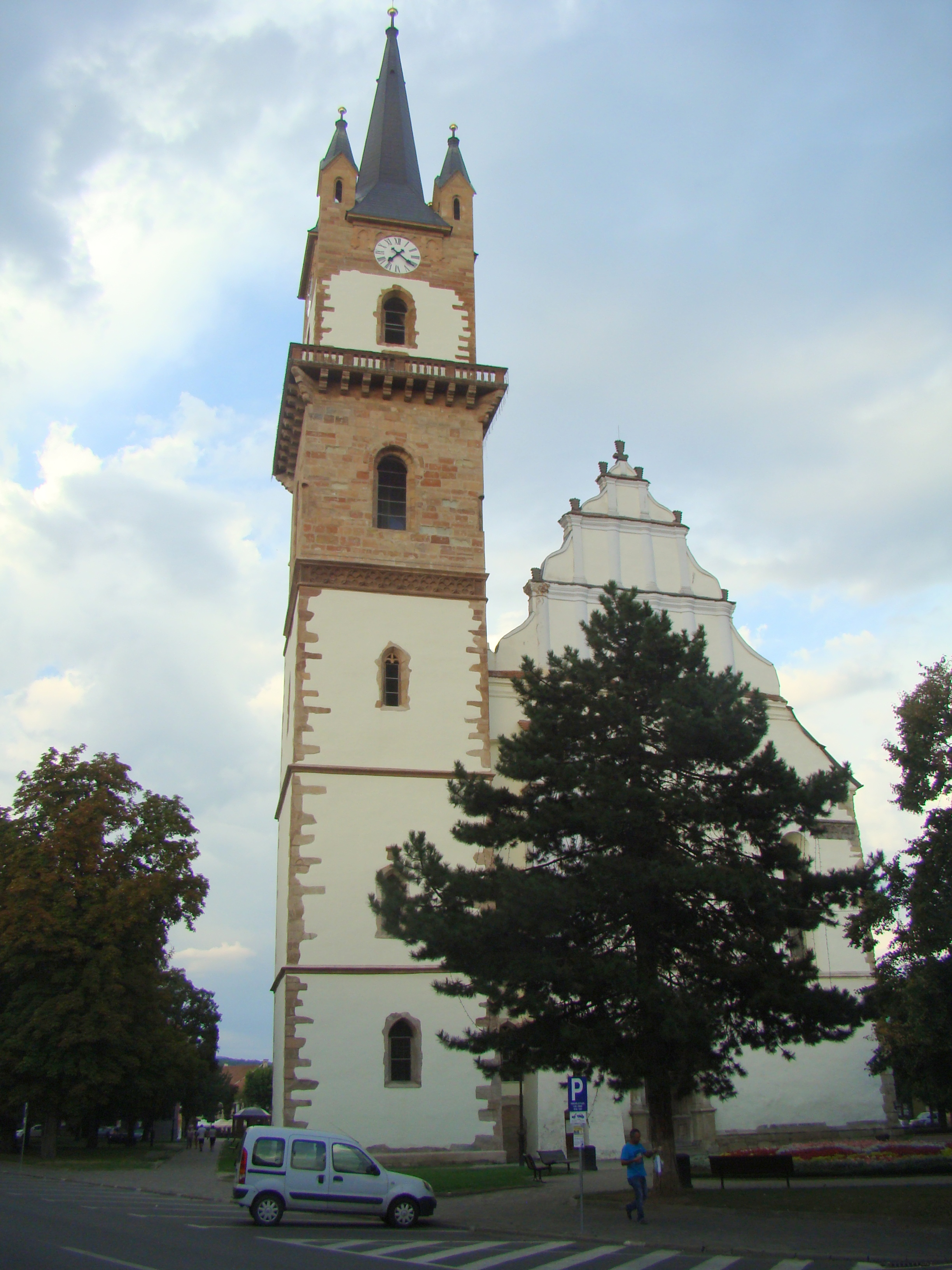
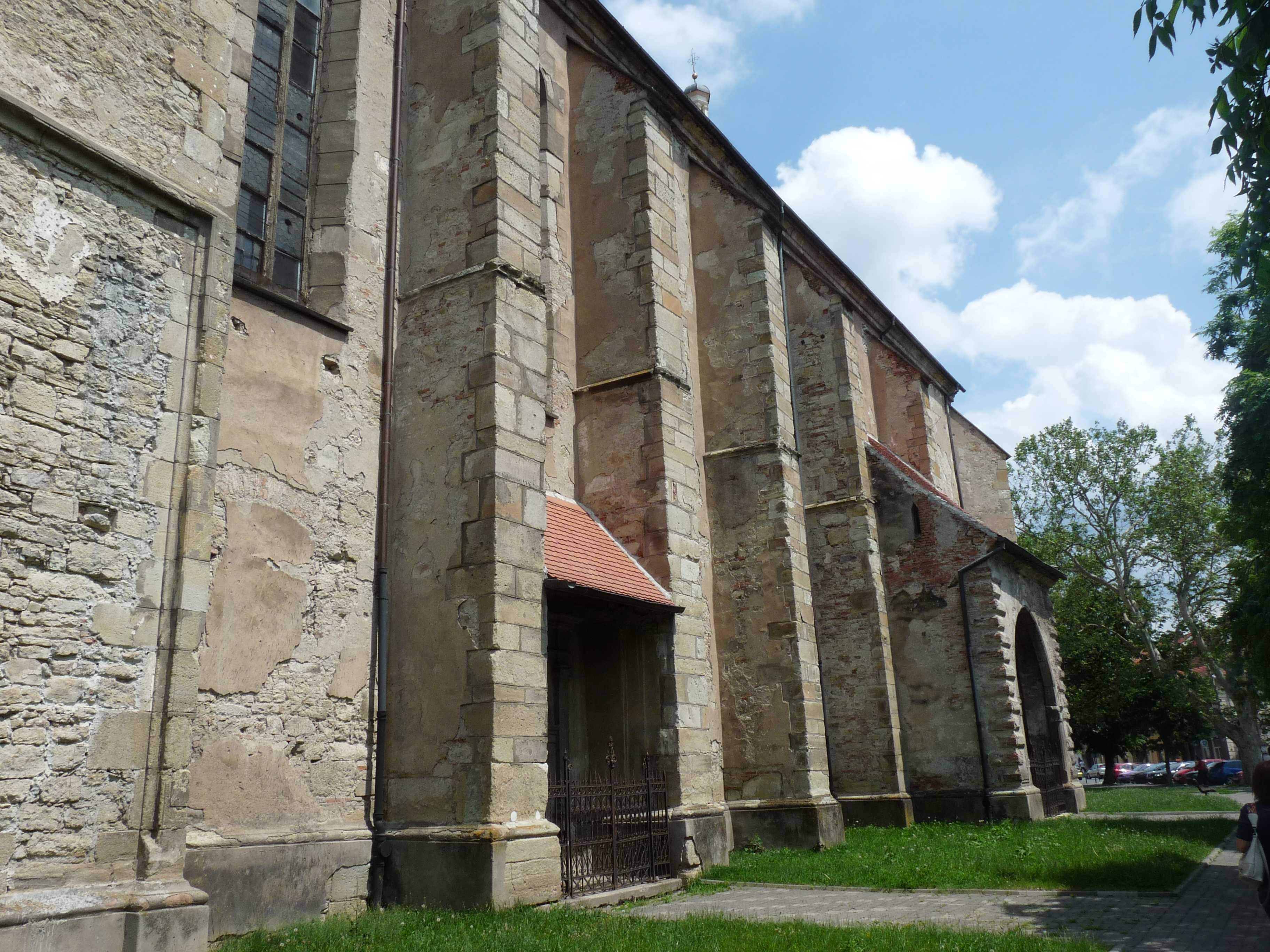

## Imagini din interior

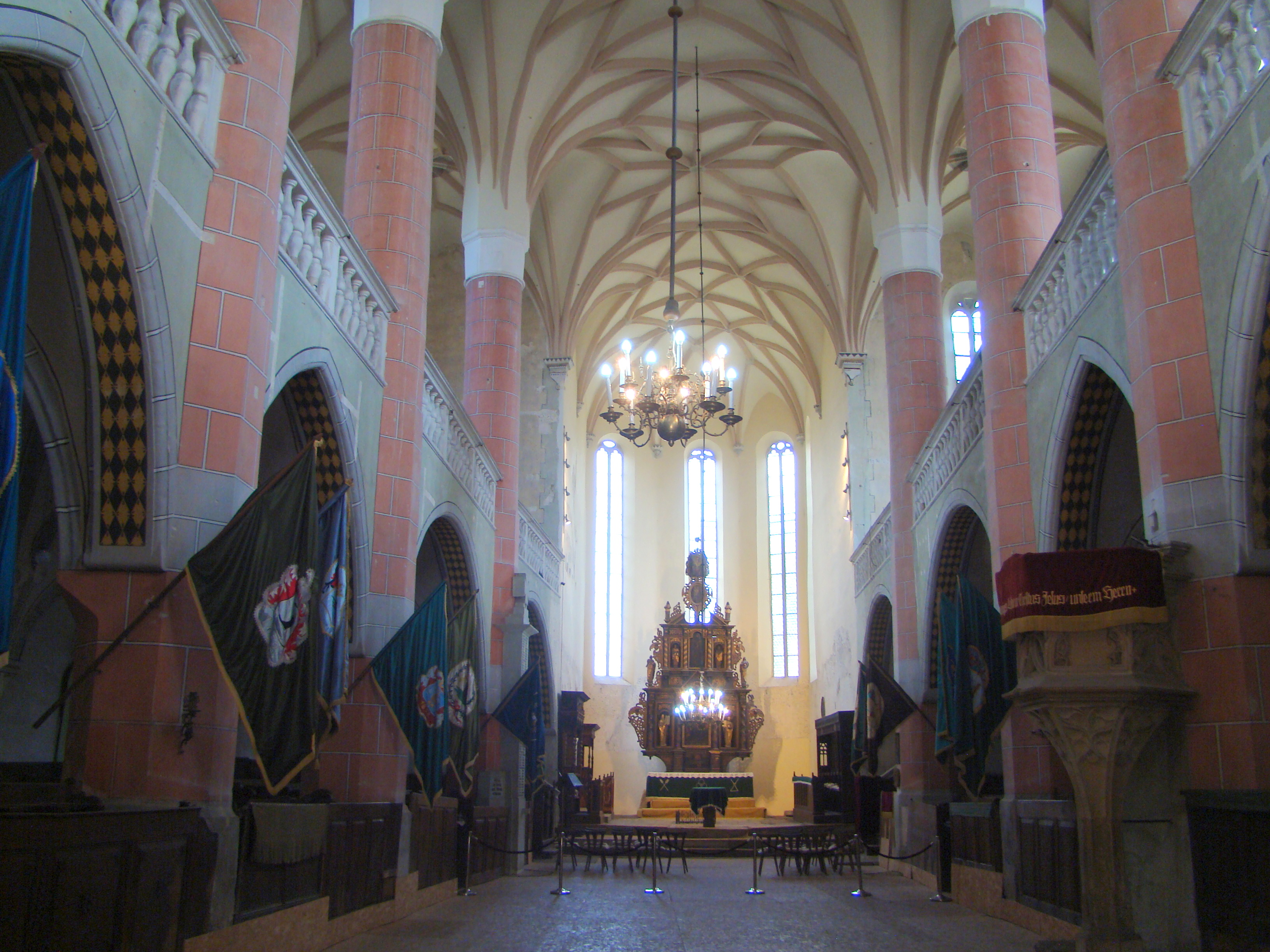
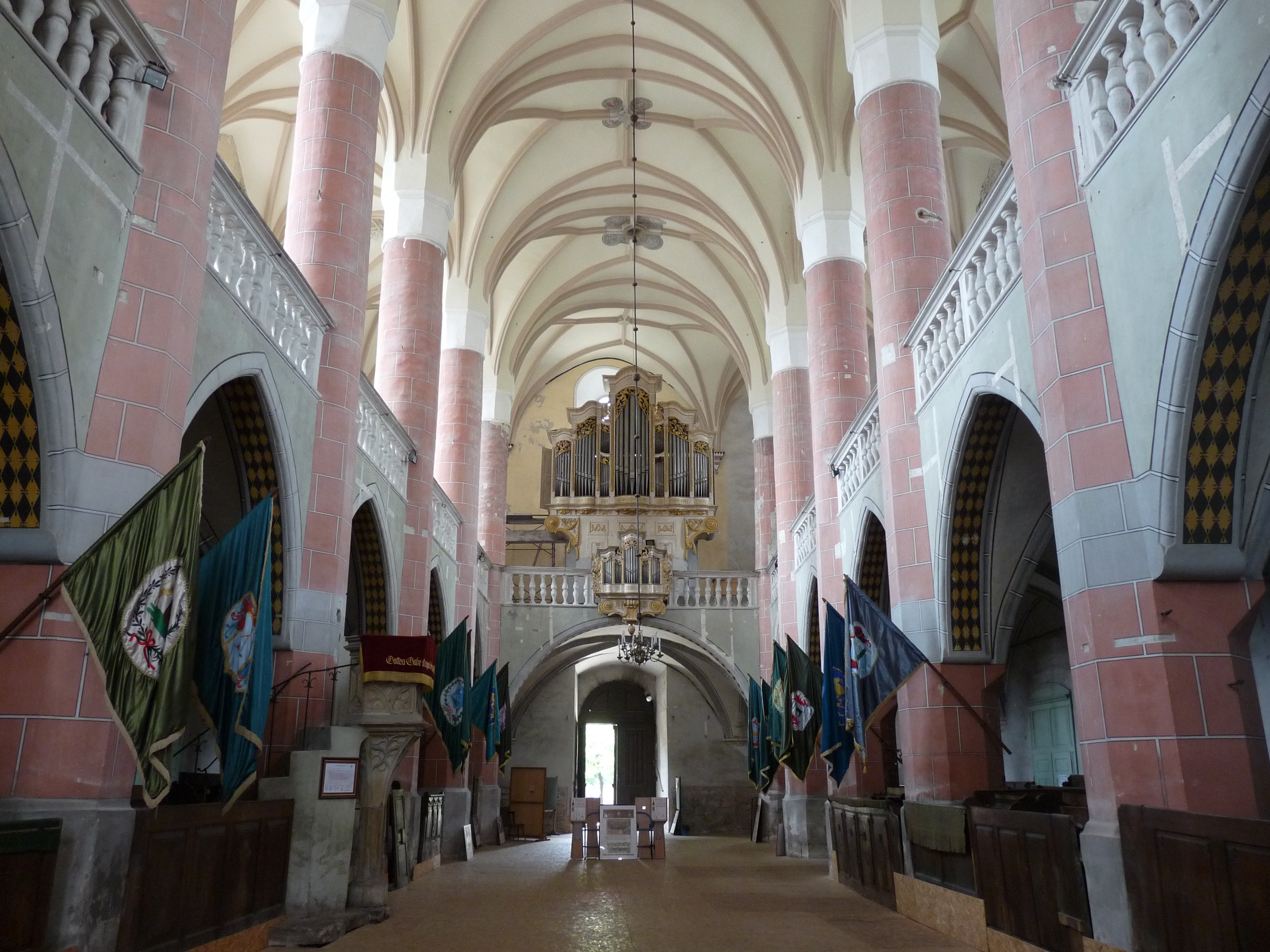
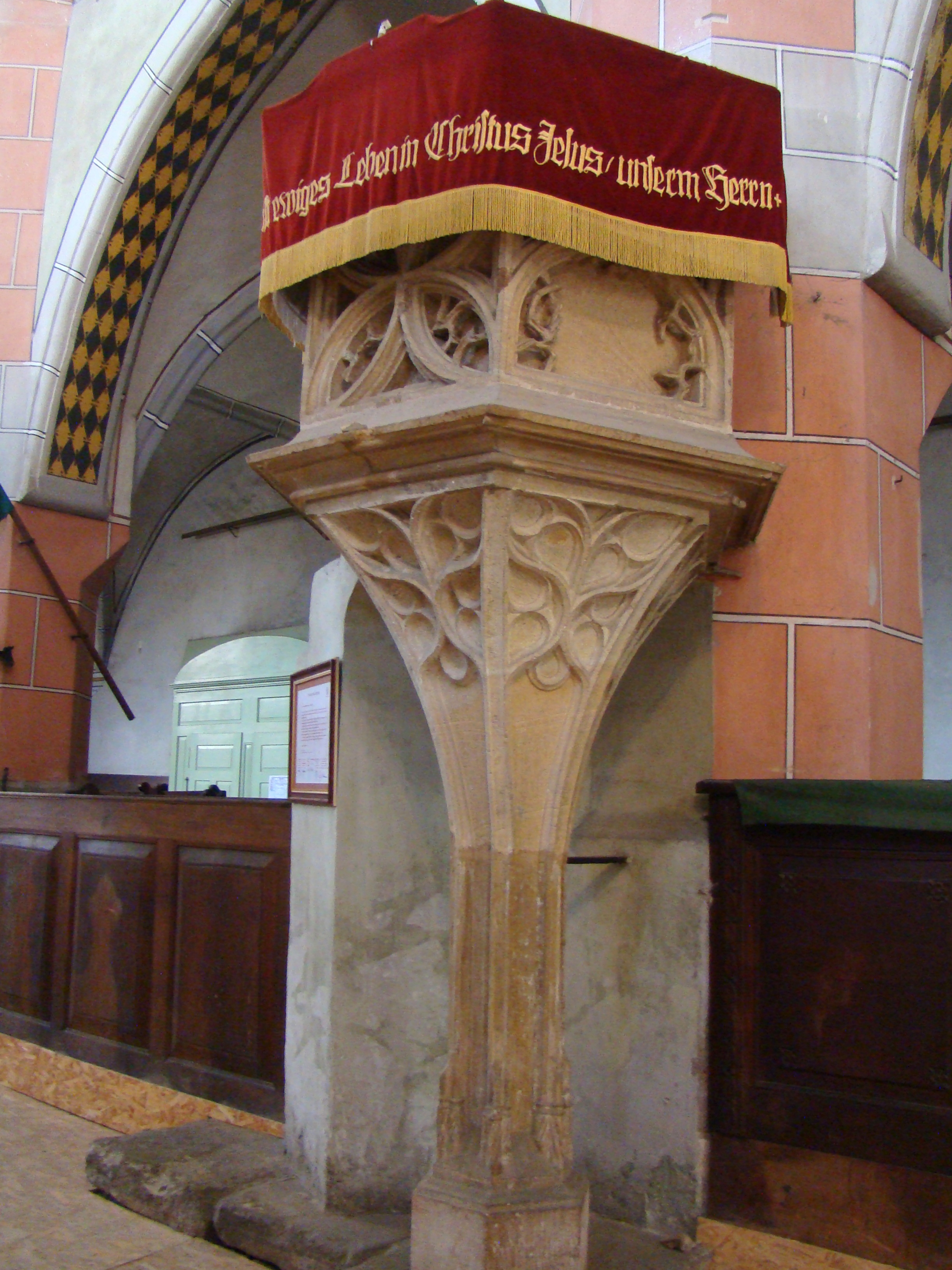
Amvonul neogotic ce datează din a doua jumătate a secolului al XIX-lea.
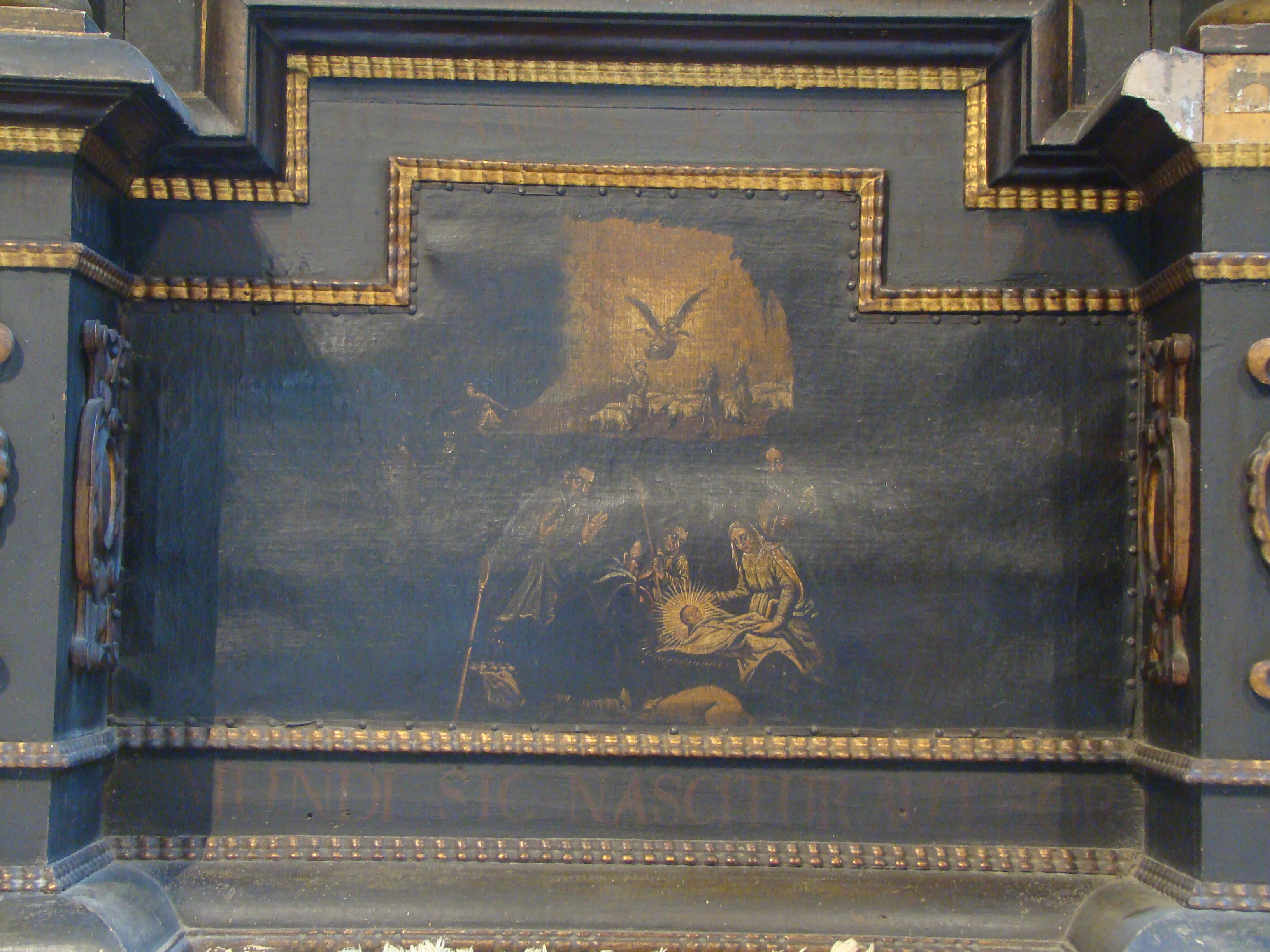
Nașterea Domnului
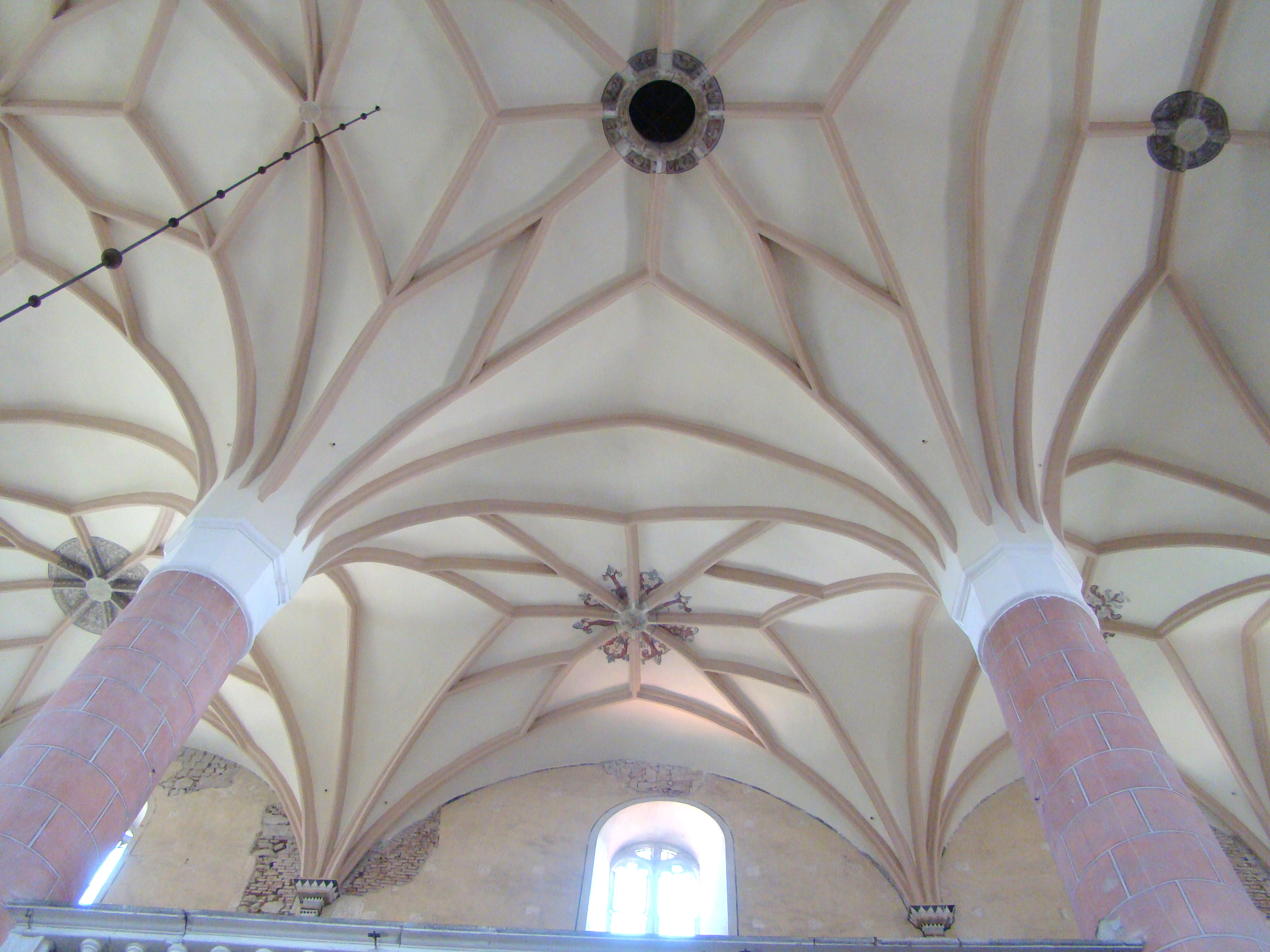
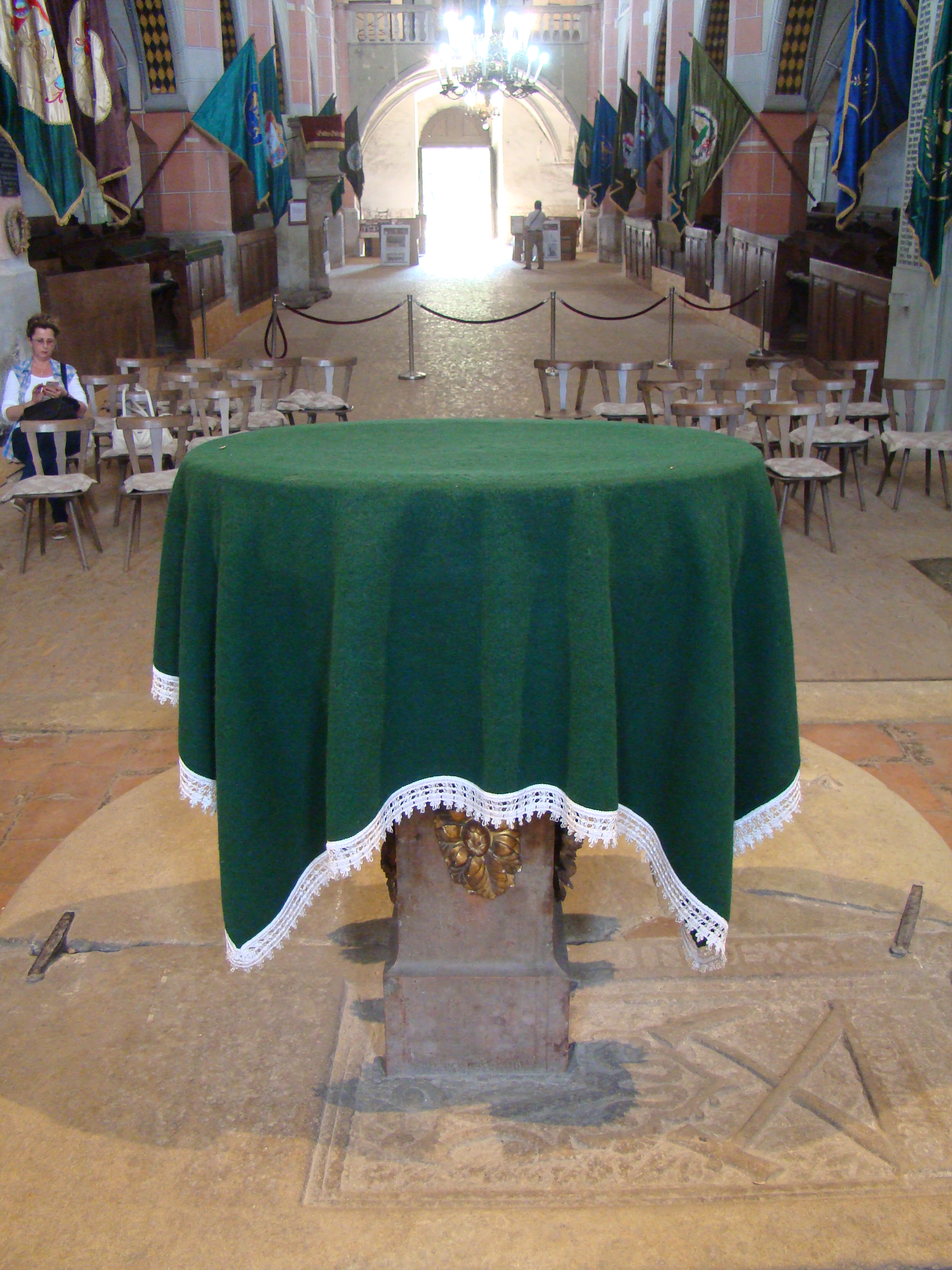
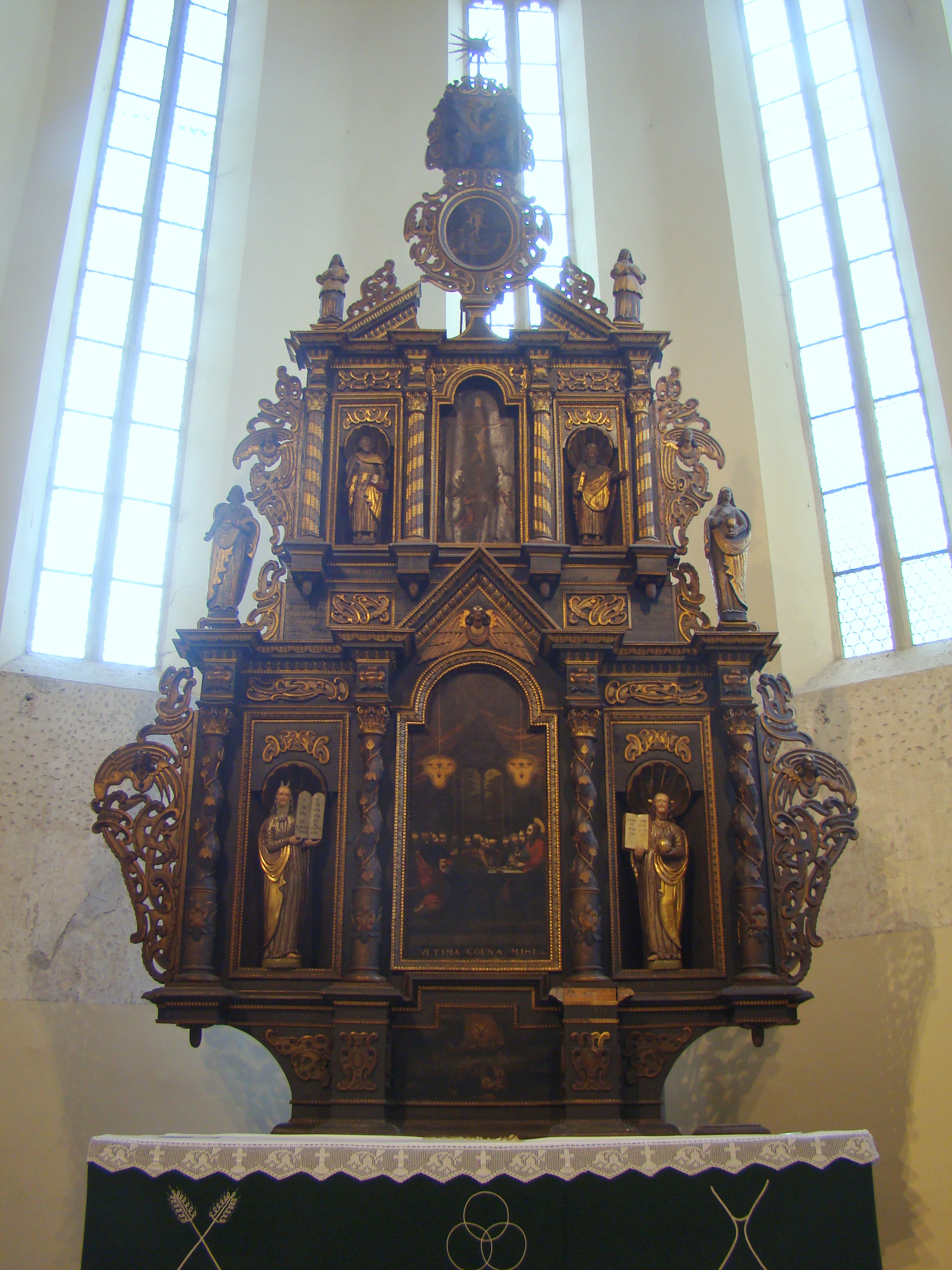
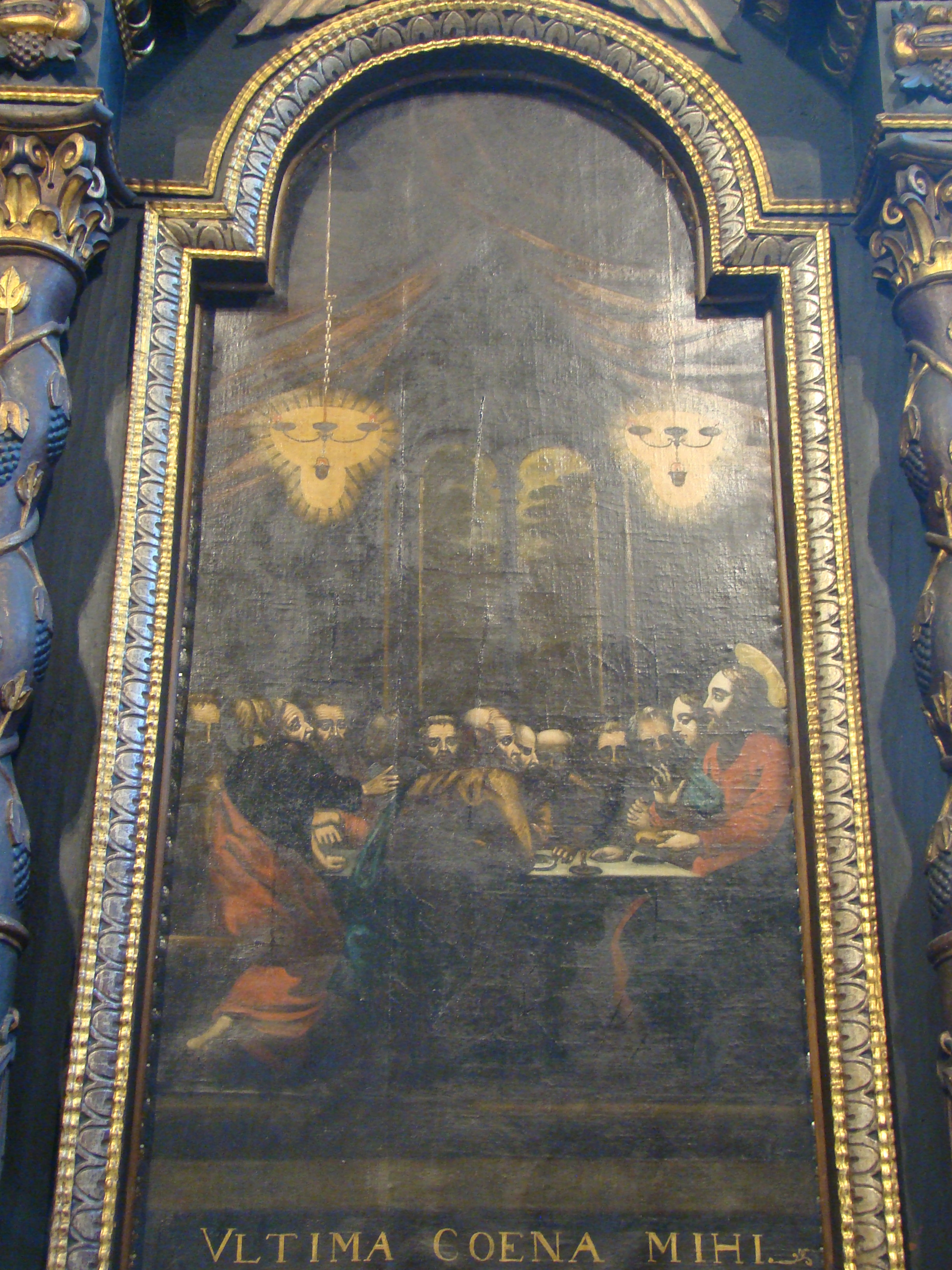
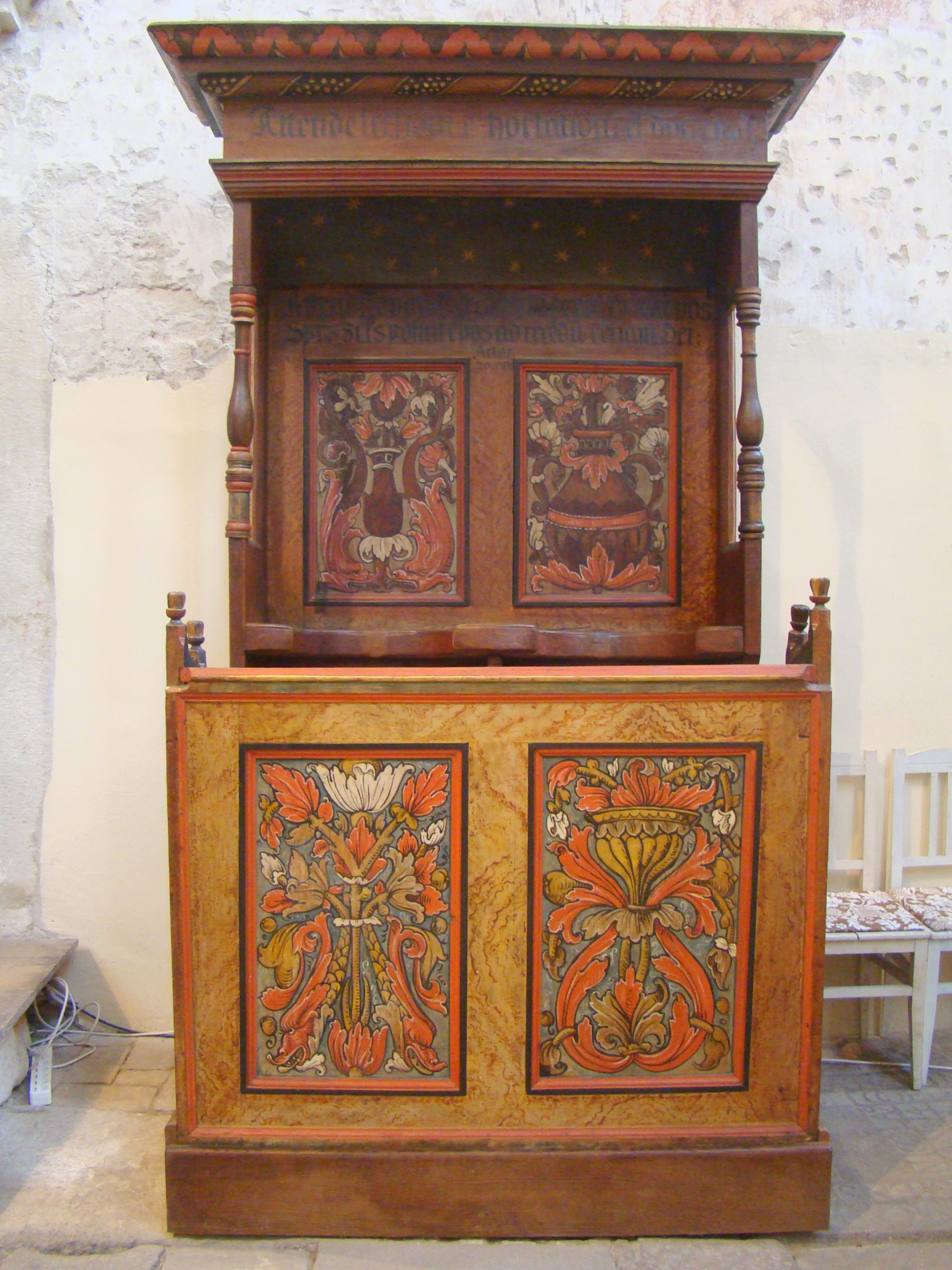
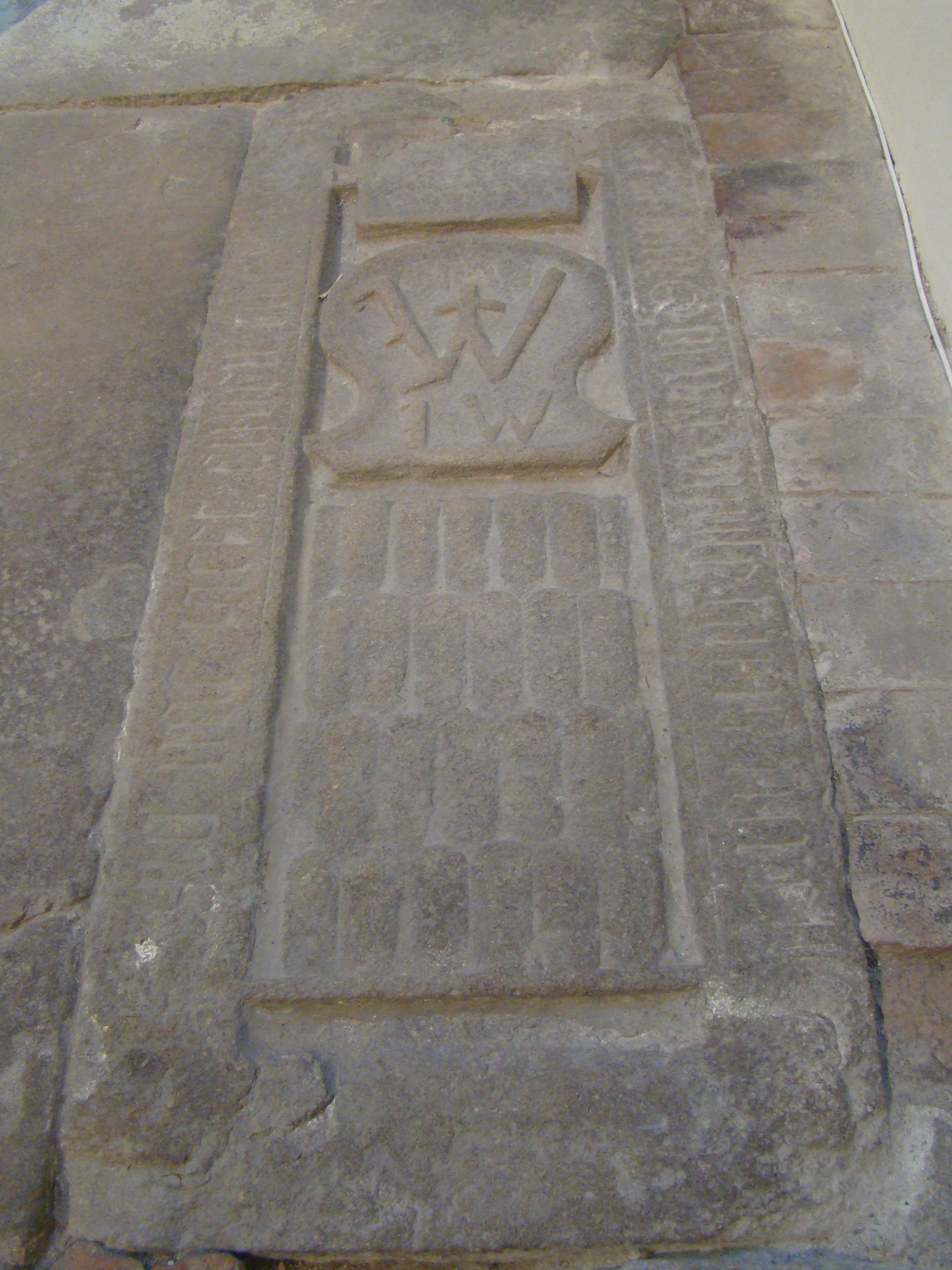
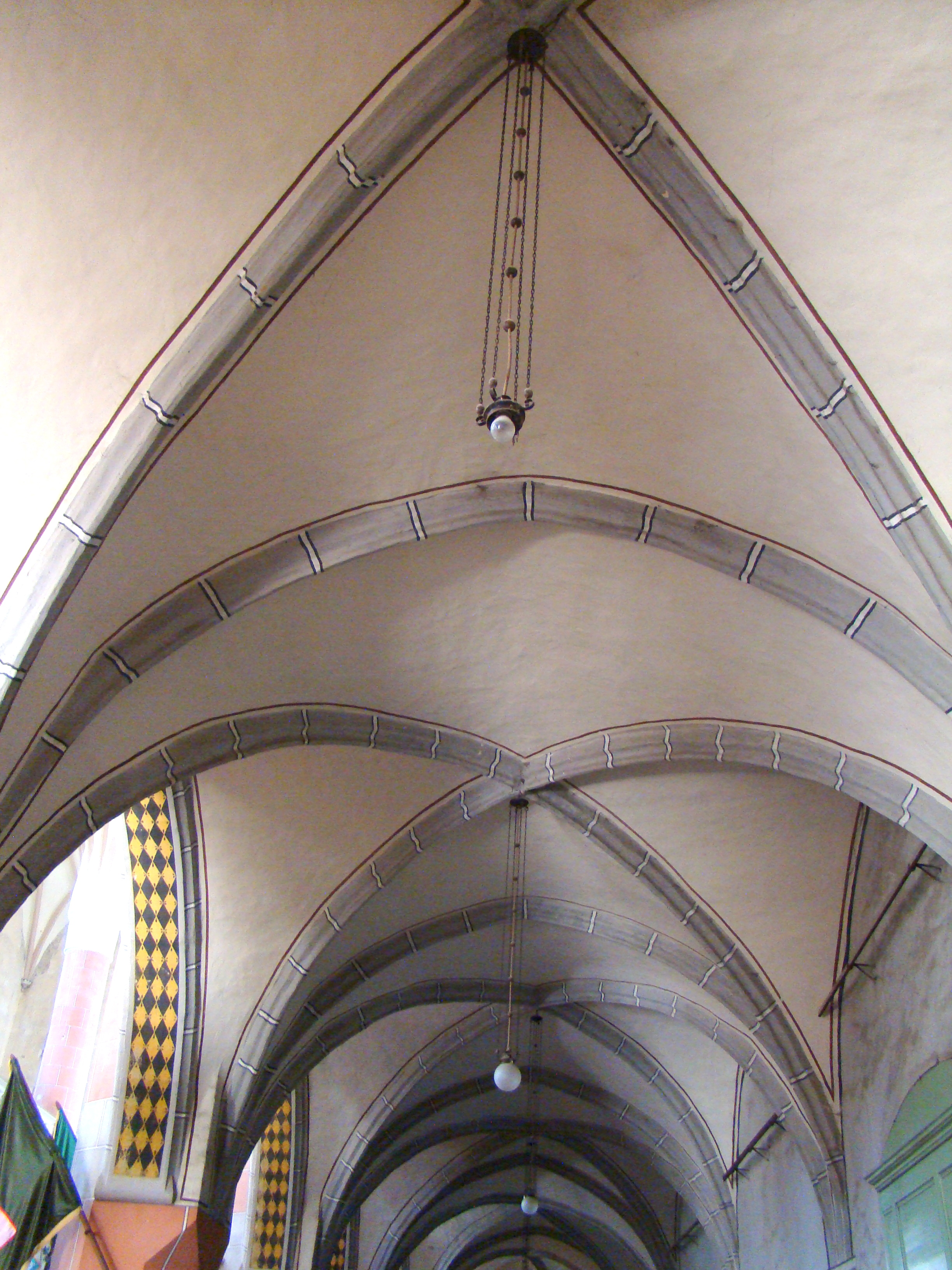
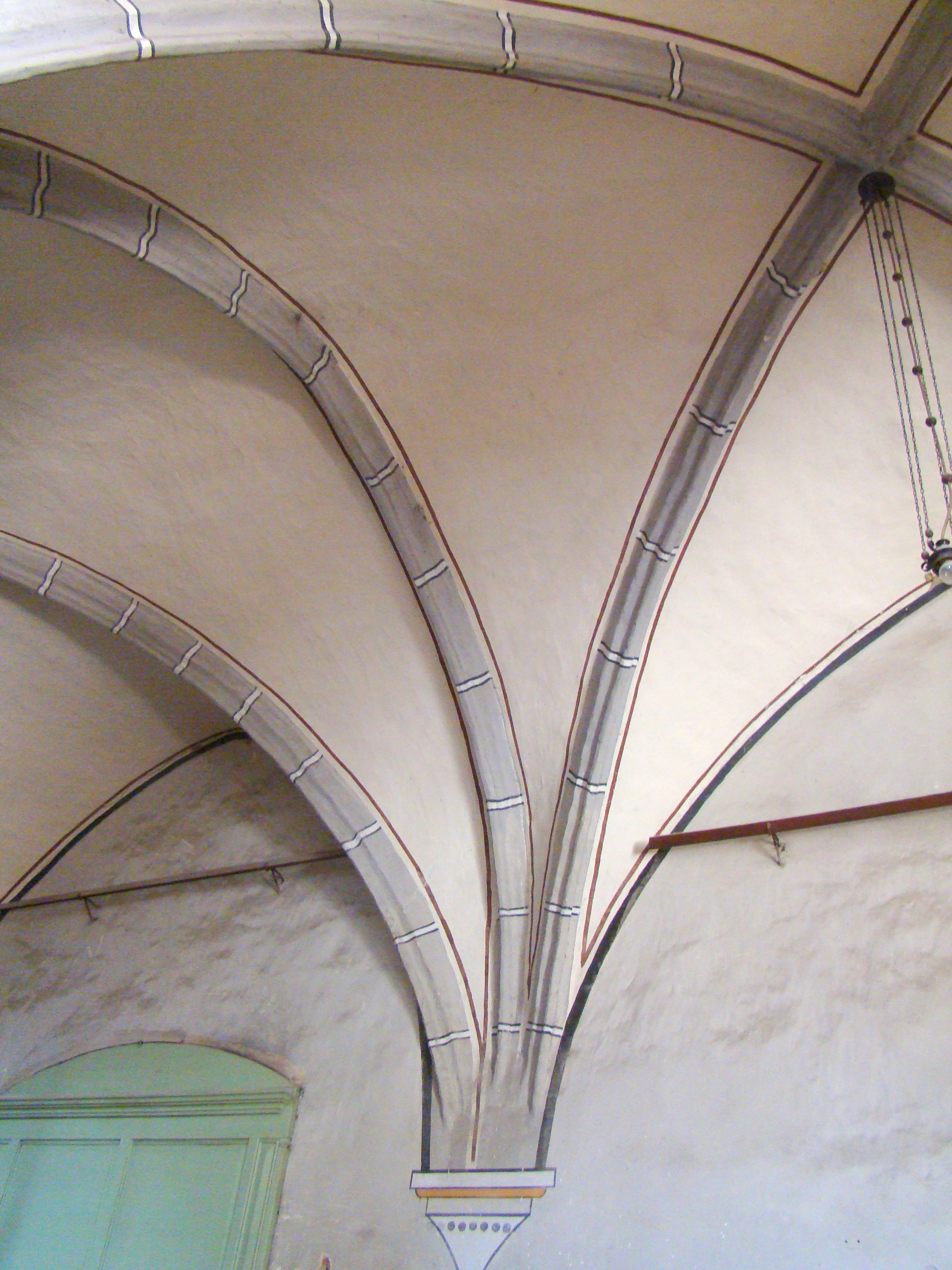
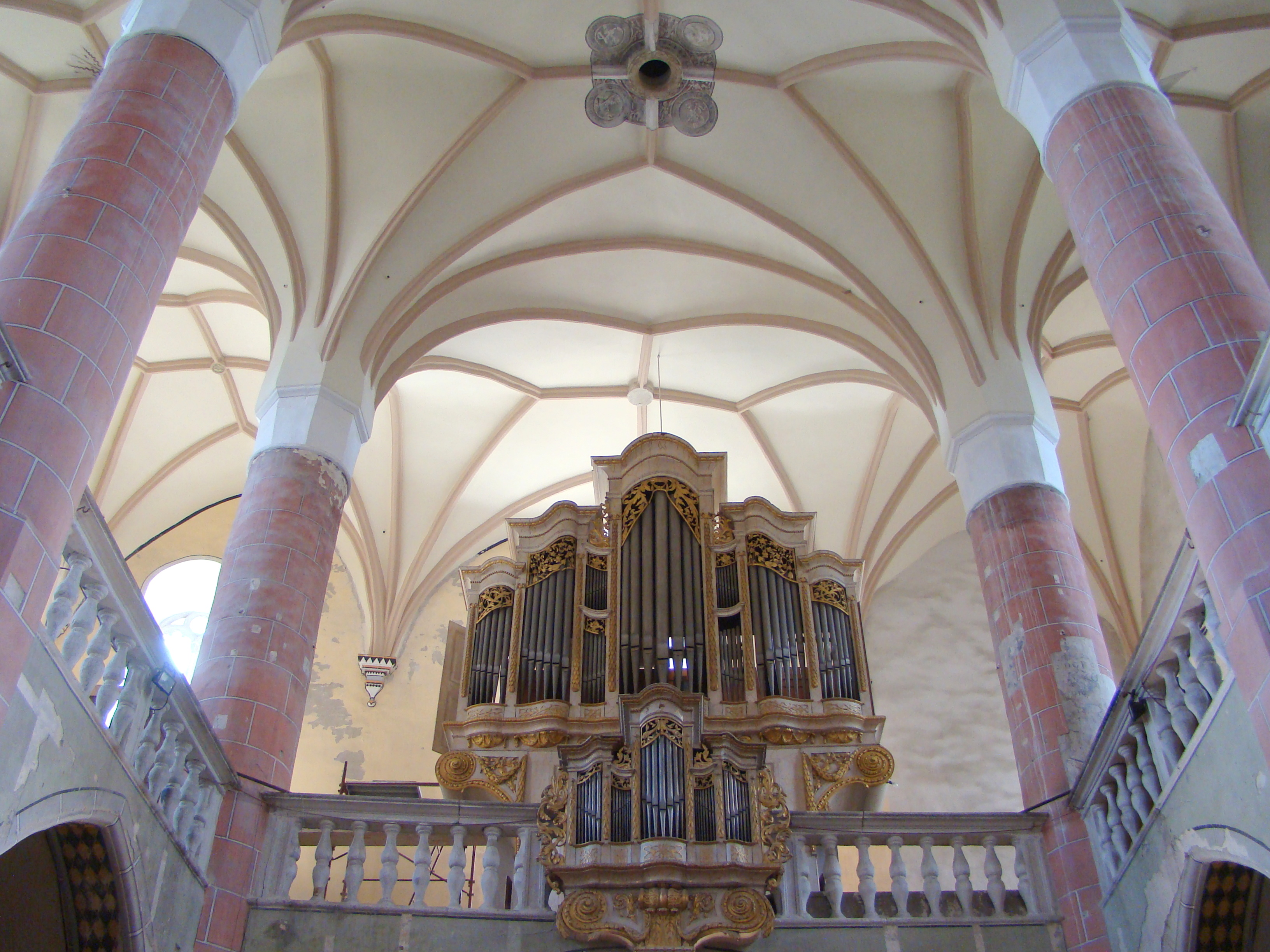
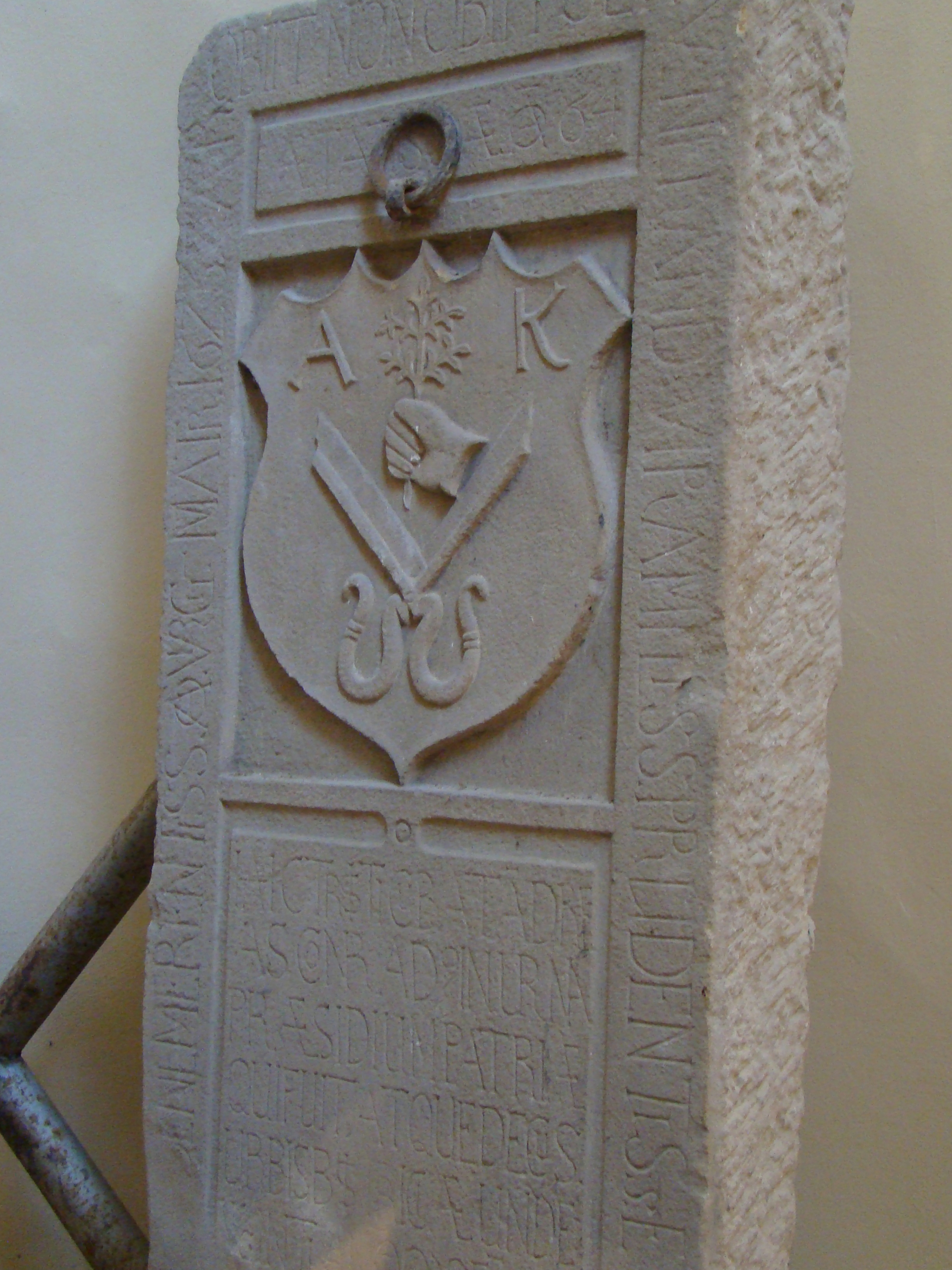
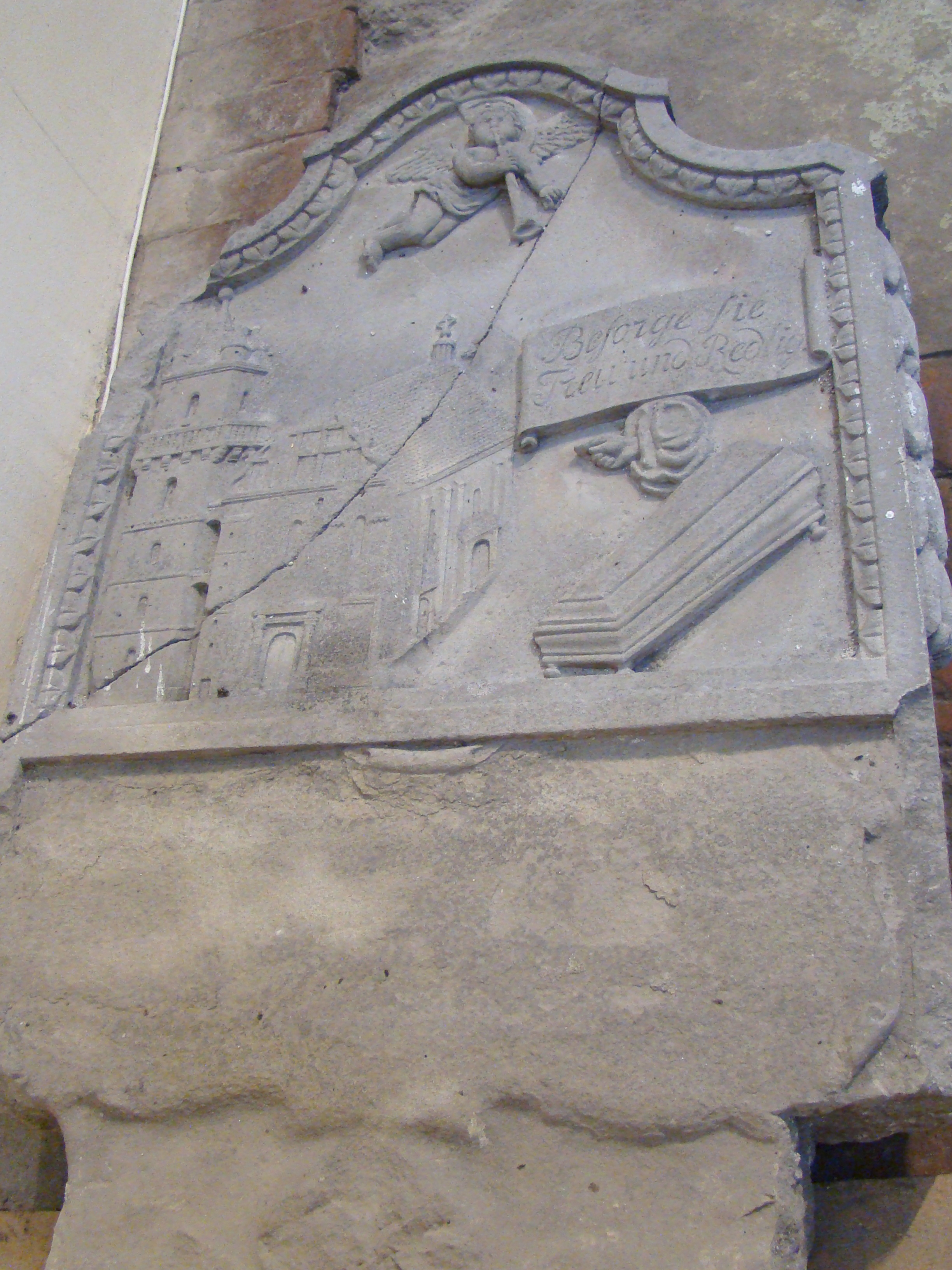
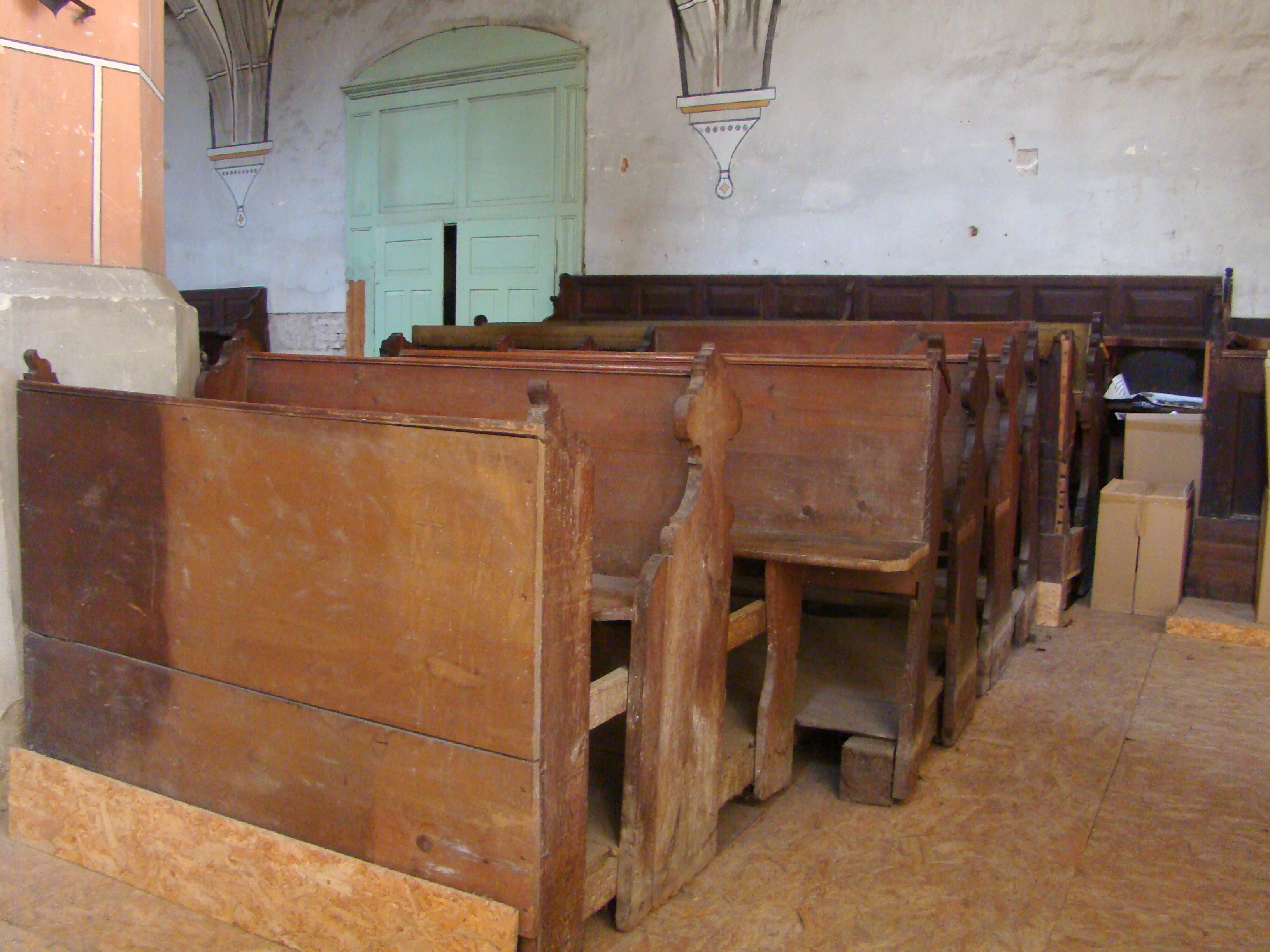
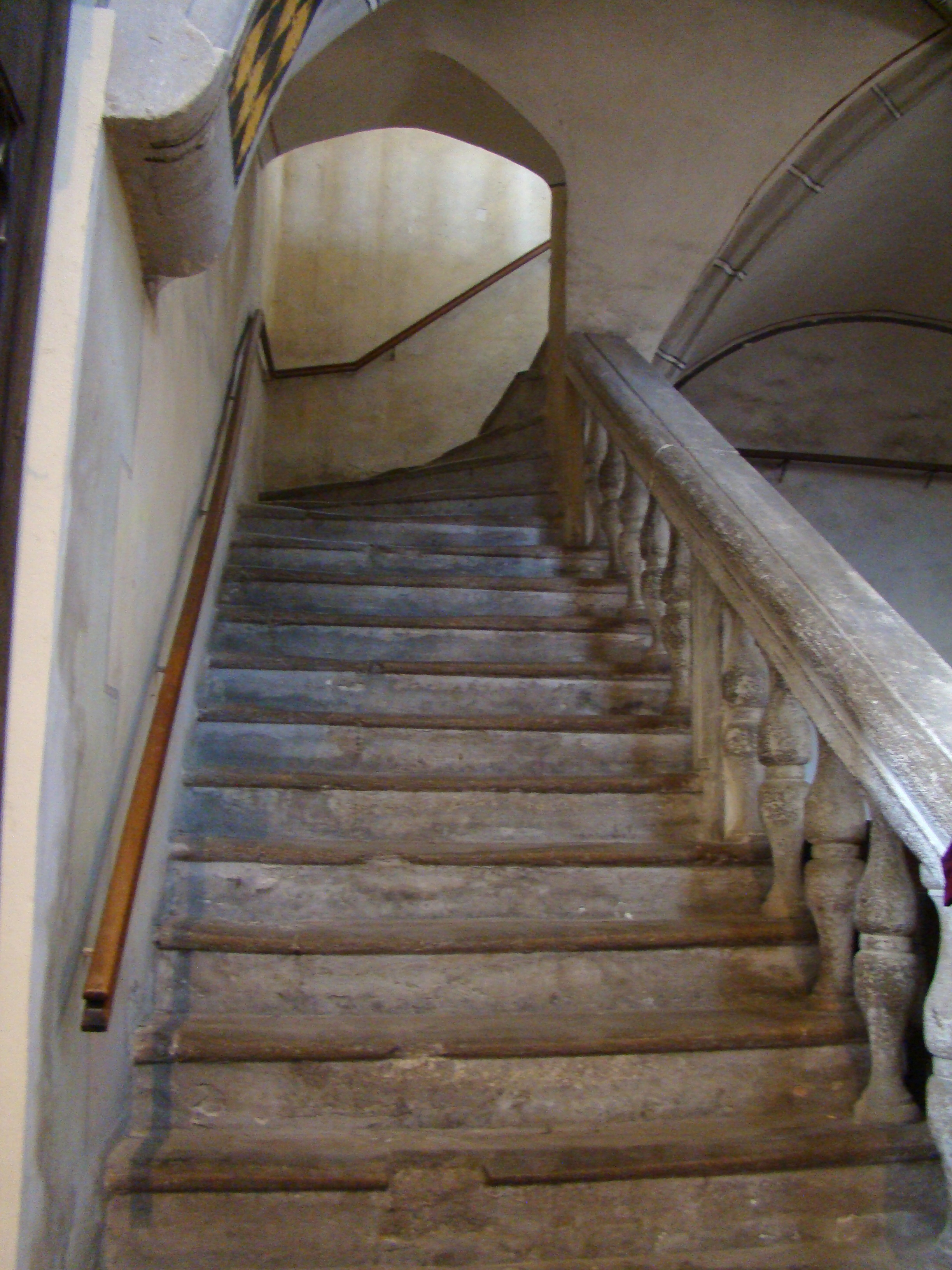
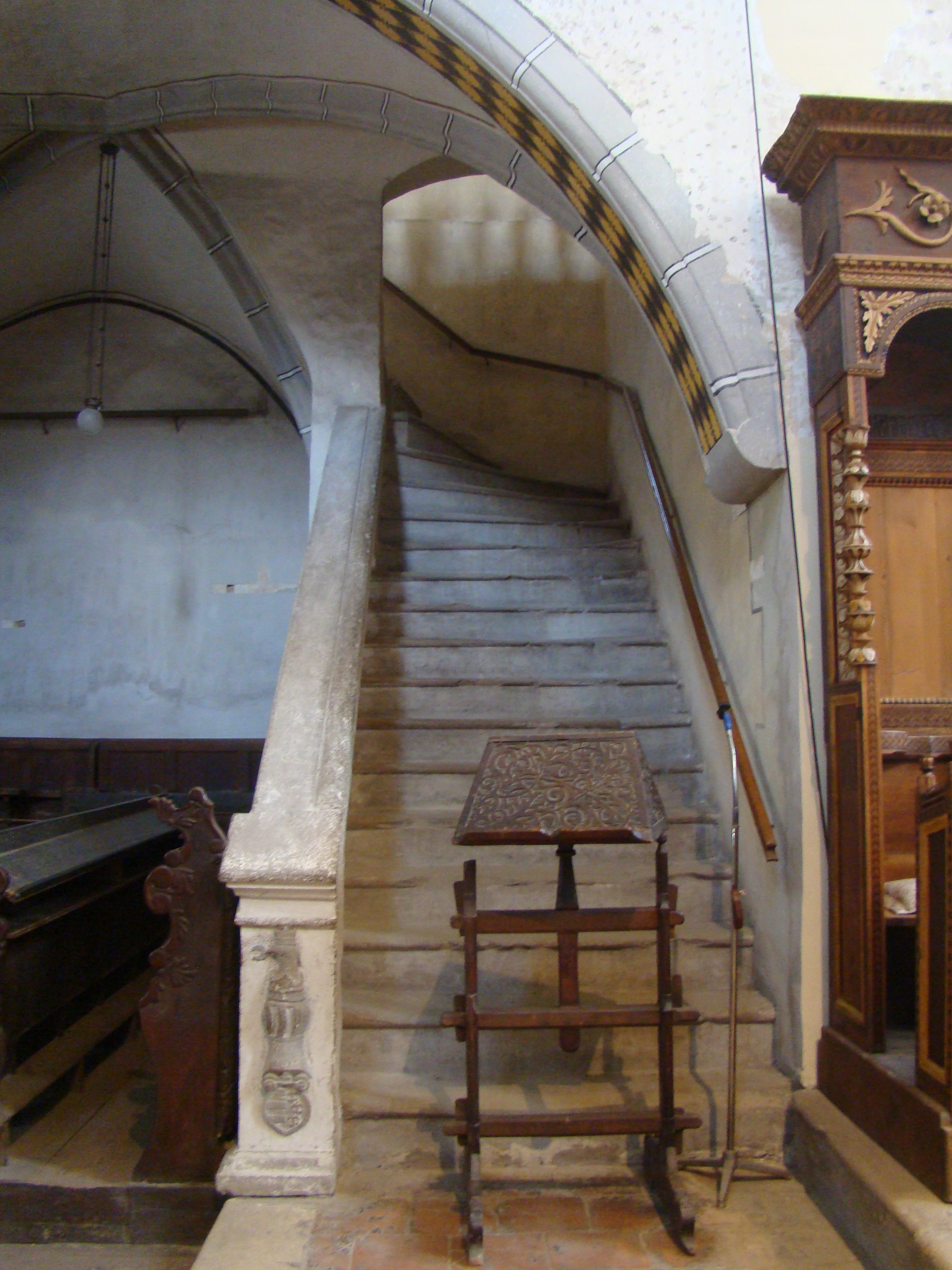
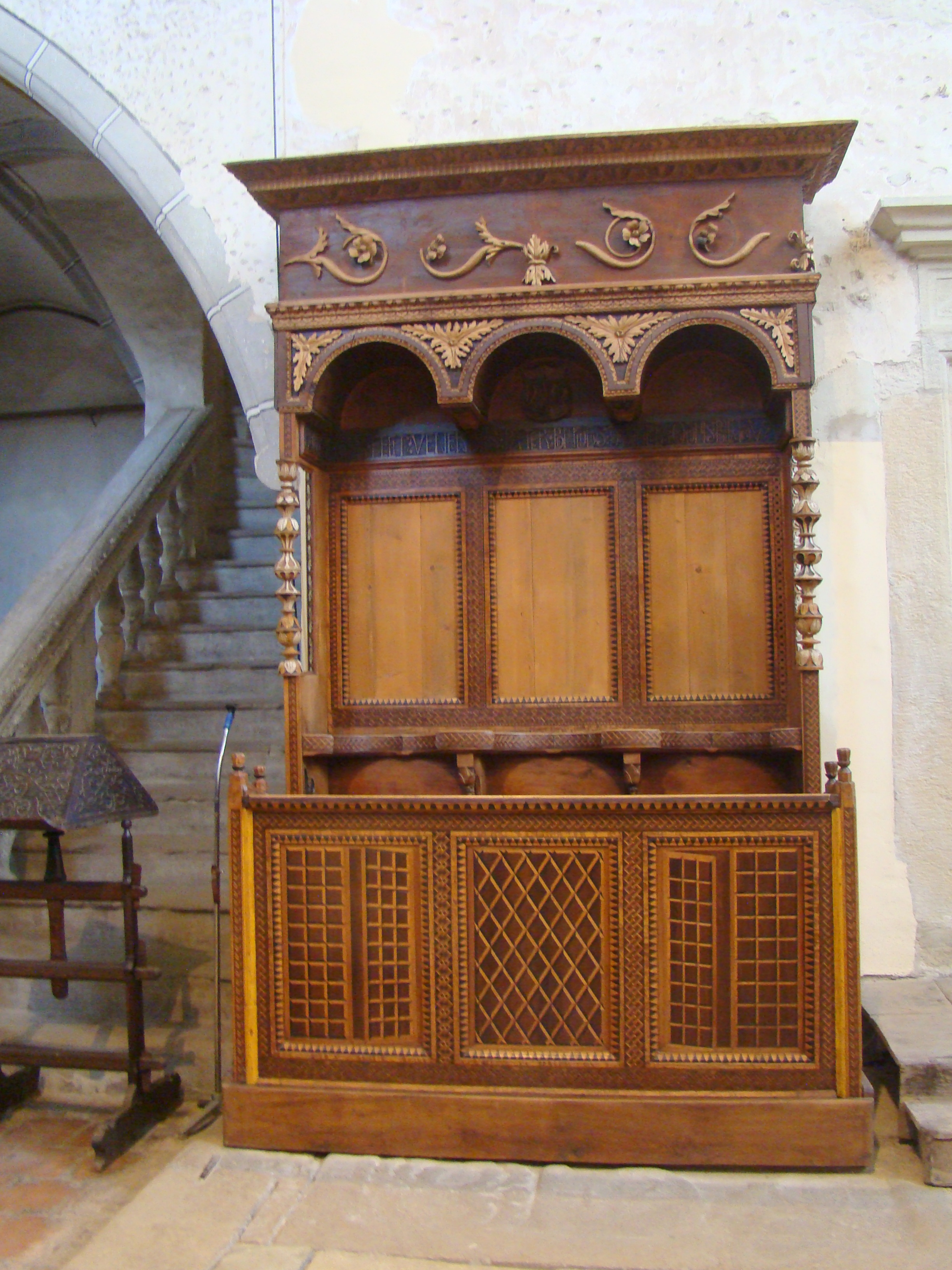
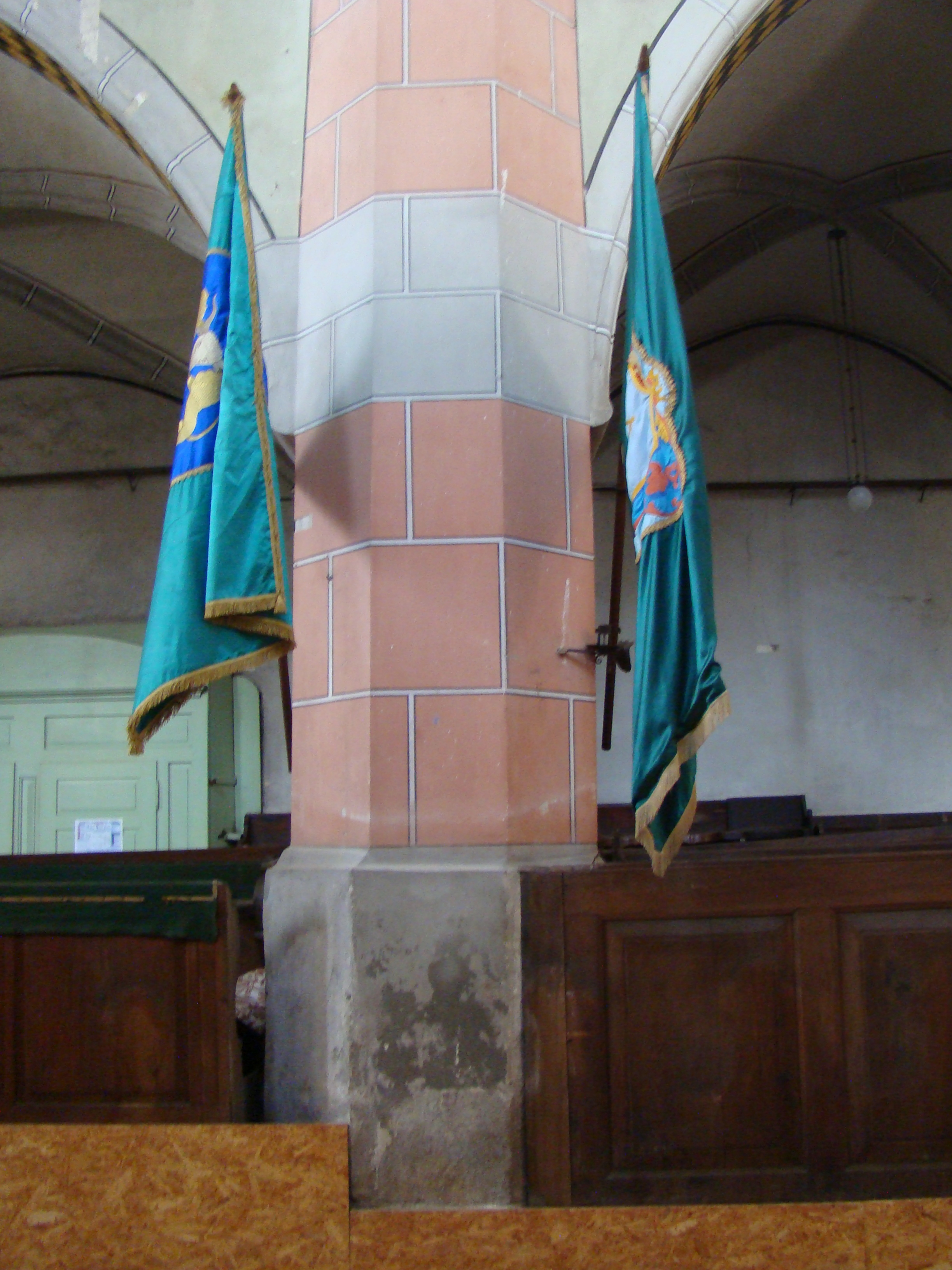
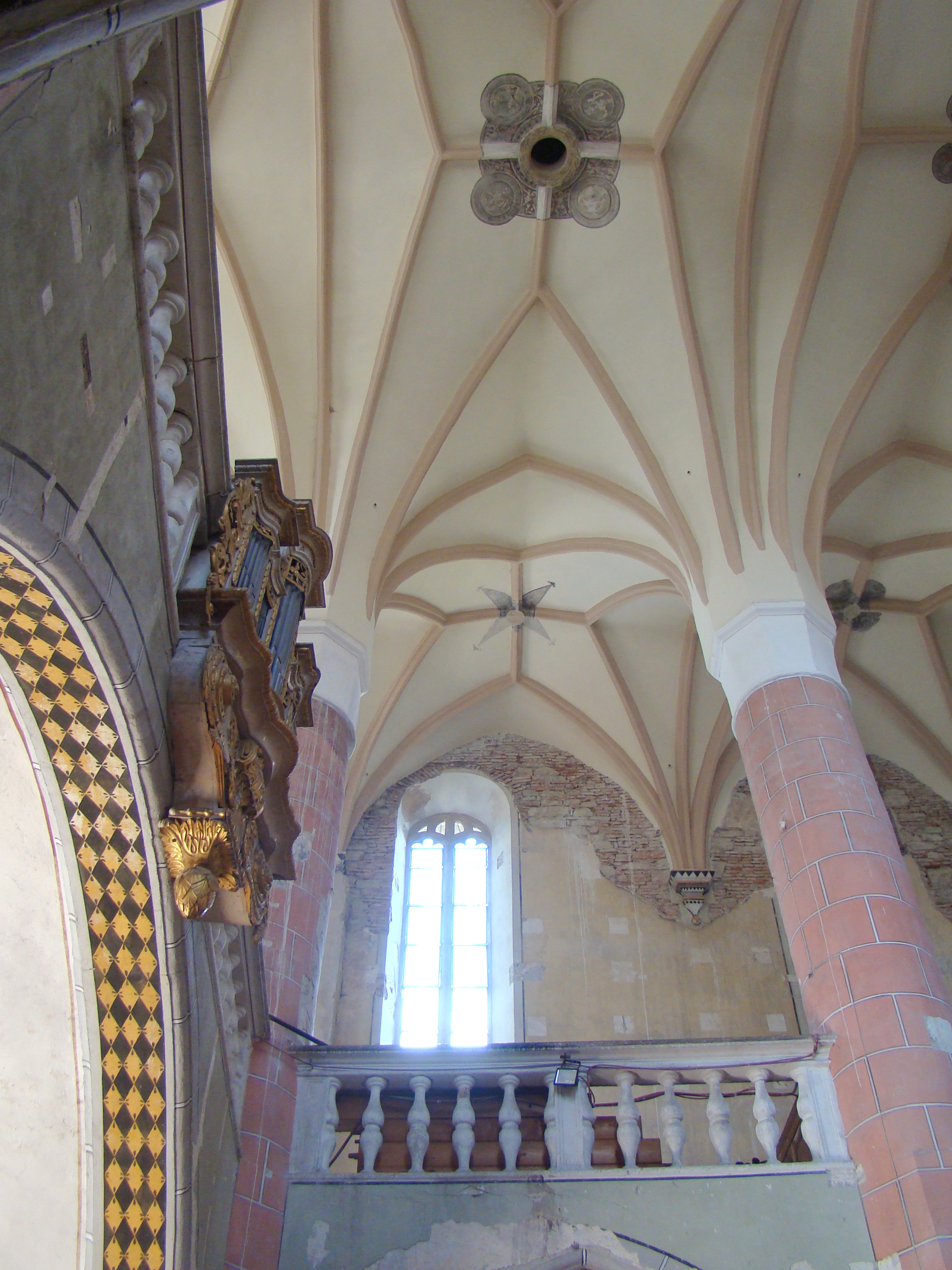
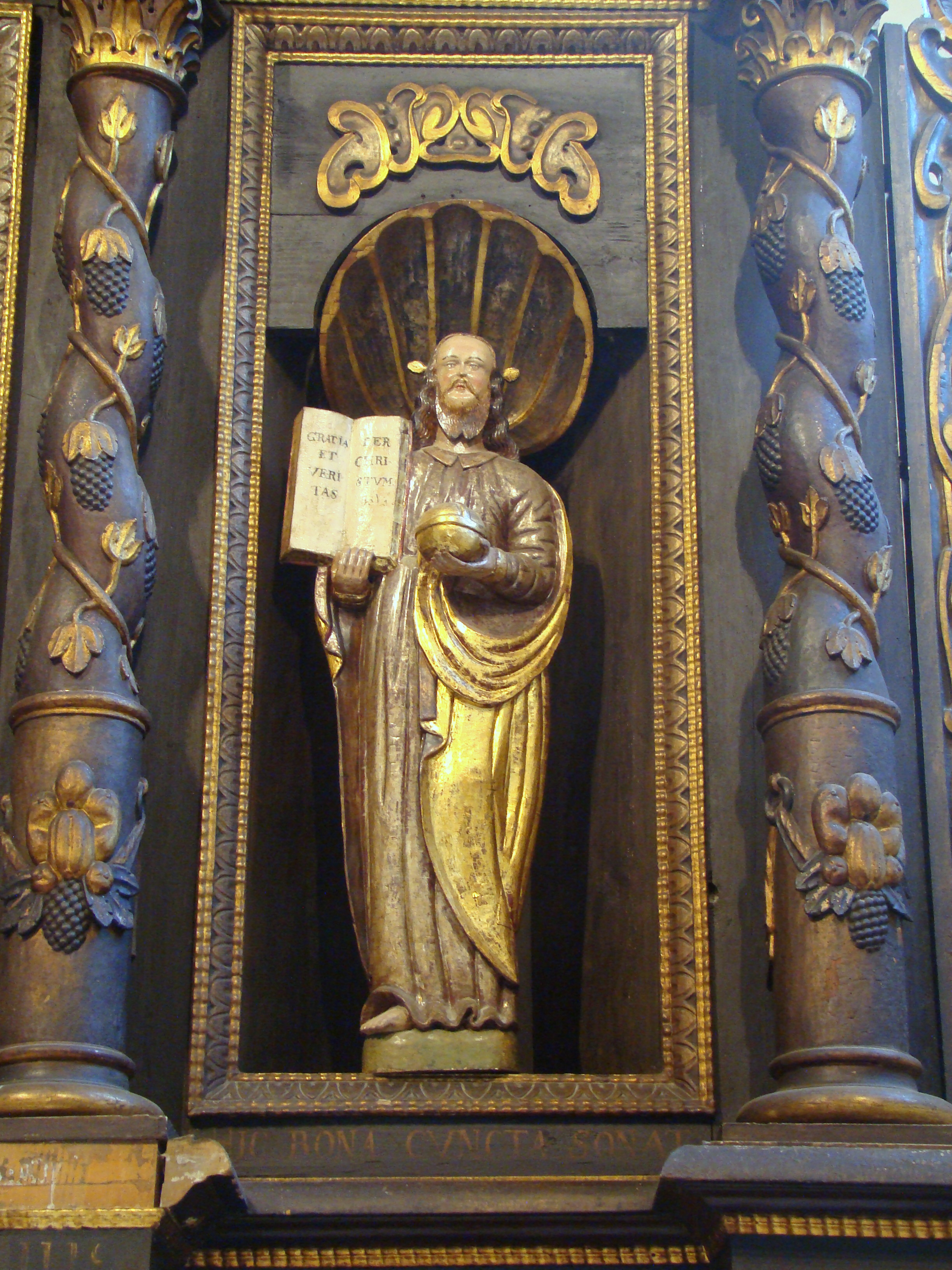
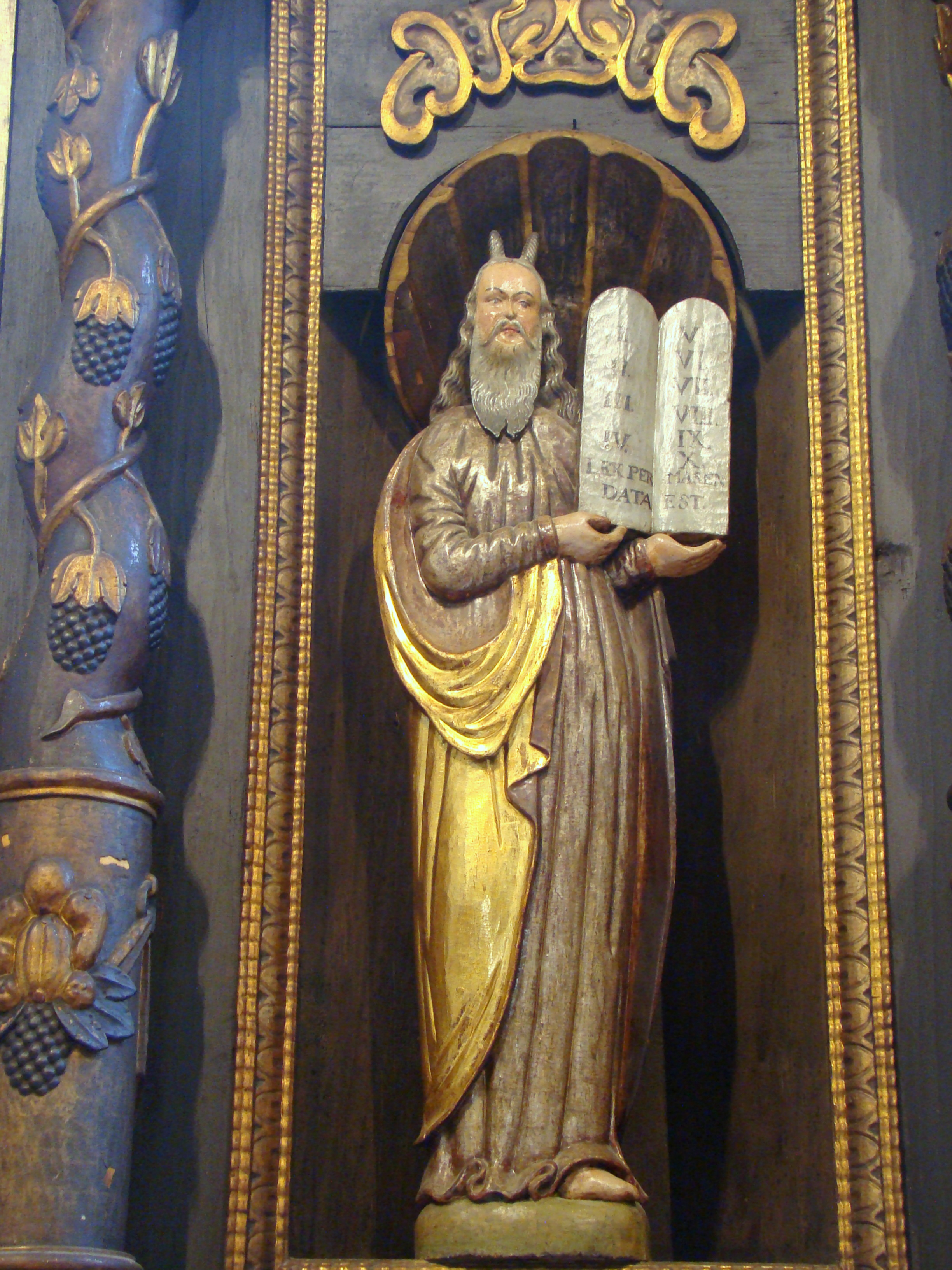
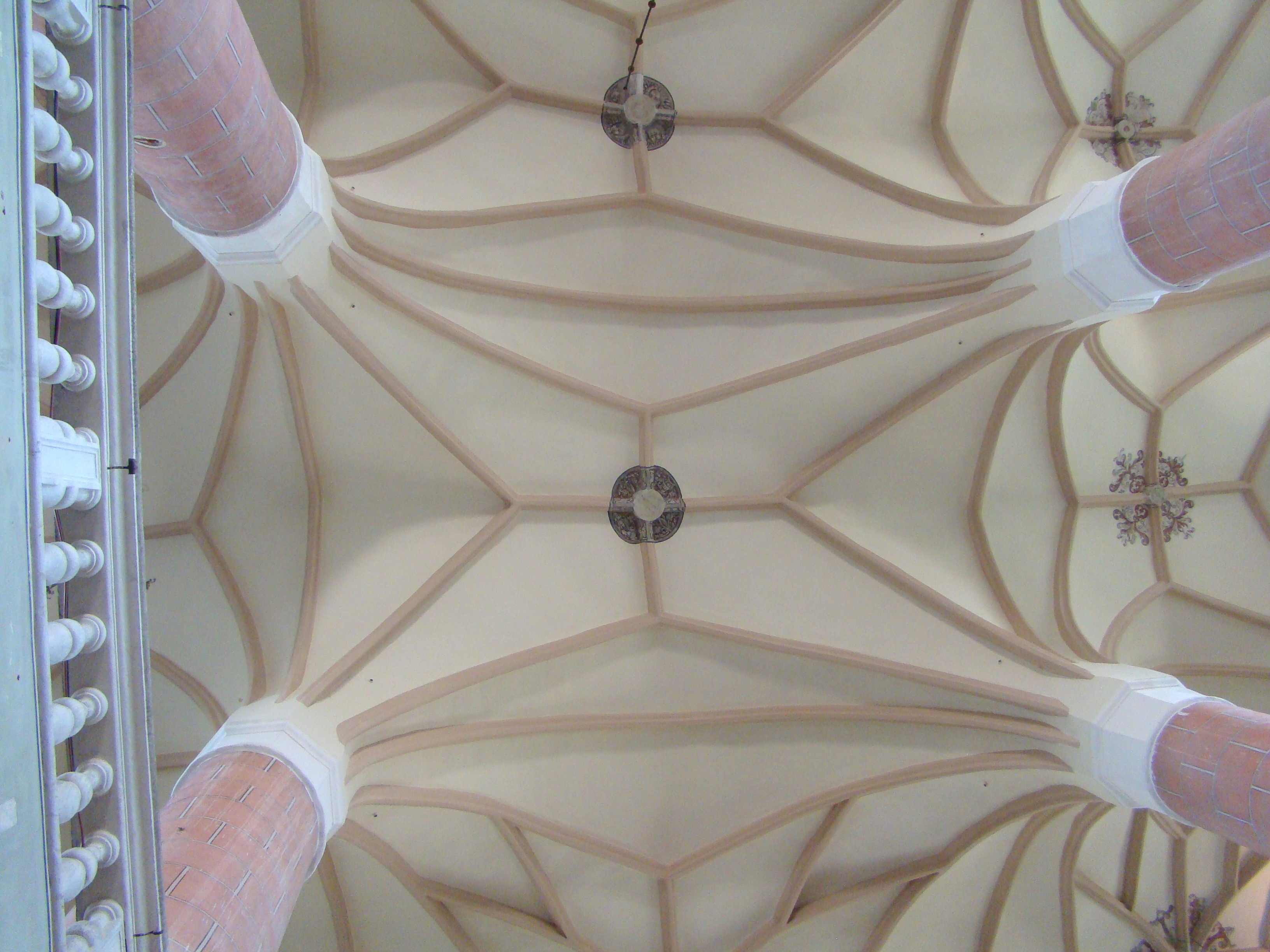
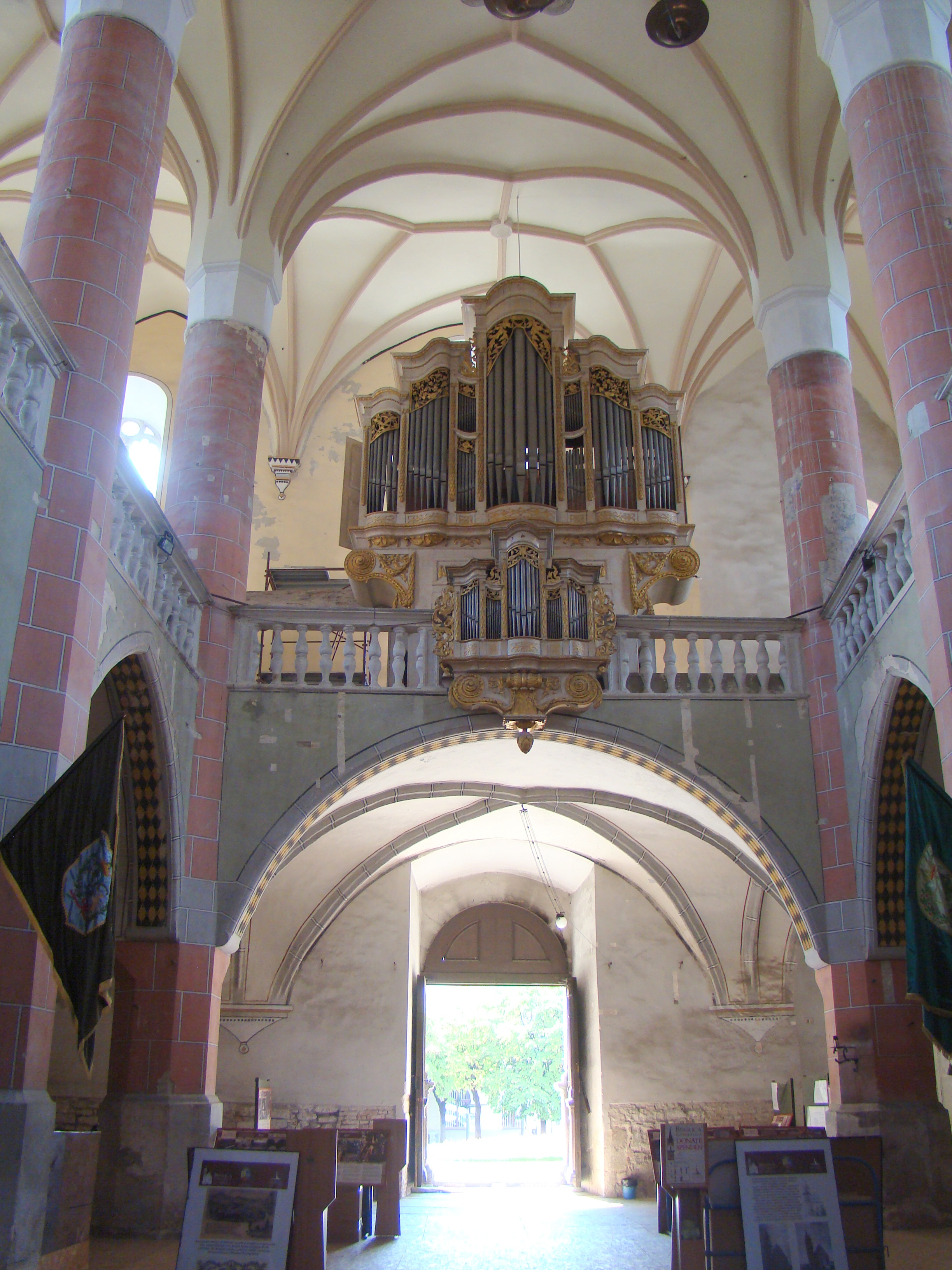